# 2022-es férfi kosárlabda-Európa-bajnokság
A 2022-es férfi kosárlabda-Európa-bajnokságot közösen rendezte Csehország, Grúzia, Németország és Olaszország szeptember 1. és 18. között. Ez volt a 41. férfi kosárlabda-Európa-bajnokság. A tornát eredetileg 2021. szeptember 2. és 19. között játszották volna, de a Covid19-pandémia miatt elhalasztott 2020. évi nyári olimpiai játékok miatt átütemezték 2022 szeptemberére. A címvédő a szlovén válogatott volt. Az Eb-t Spanyolország nyerte, története során 4. alkalommal.

## Helyszínek
| Berlin              | Berlin Köln Milánó Prága Tbiliszi | Berlin Köln Milánó Prága Tbiliszi |
| Mercedes-Benz Aréna | Berlin Köln Milánó Prága Tbiliszi | Berlin Köln Milánó Prága Tbiliszi |
| Férőhely: 14 500    | Berlin Köln Milánó Prága Tbiliszi | Berlin Köln Milánó Prága Tbiliszi |
|                     | Berlin Köln Milánó Prága Tbiliszi | Berlin Köln Milánó Prága Tbiliszi |
| Köln                | Berlin Köln Milánó Prága Tbiliszi | Berlin Köln Milánó Prága Tbiliszi |
| Lanxess Arena       | Berlin Köln Milánó Prága Tbiliszi | Berlin Köln Milánó Prága Tbiliszi |
| Férőhely: 19 500    | Berlin Köln Milánó Prága Tbiliszi | Berlin Köln Milánó Prága Tbiliszi |
|                     | Berlin Köln Milánó Prága Tbiliszi | Berlin Köln Milánó Prága Tbiliszi |
| Milánó              | Prága                             | Tbiliszi                          |
| Mediolanum Forum    | O2 Arena                          | Tbiliszi Aréna                    |
| Férőhely: 12 700    | Férőhely: 16 805                  | Férőhely: 10 000                  |
|                     |                                   |                                   |

## Résztvevők
A selejtezők 2017-ben kezdődtek. A négy rendező is részt vett a selejtezőn, a helyezésüktől függetlenül résztvevői az Eb-nek. 2022-ben Oroszországot kizárták az Ukrajna elleni invázió miatt, emiatt Montenegró vehet részt a tornán.
| Csapat              | Részvételi jog                | Kvalifikáció dátuma | Részvétel | Utolsó részvétel |
| ------------------- | ----------------------------- | ------------------- | --------- | ---------------- |
| Csehország          | Rendező                       | 2019. július 15.    | 6         | 2017             |
| Grúzia              | Rendező                       | 2019. július 15.    | 5         | 2017             |
| Olaszország         | Rendező                       | 2019. július 15.    | 38        | 2017             |
| Németország         | Rendező                       | 2019. július 15.    | 25        | 2017             |
| Horvátország        | Selejtező, D csoport, 1. hely | 2020. november 29.  | 14        | 2017             |
| Görögország         | Selejtező, H csoport, 2. hely | 2020. november 29.  | 28        | 2017             |
| Bosznia-Hercegovina | Selejtező, H csoport, 1. hely | 2020. november 29.  | 10        | 2015             |
| Izrael              | Selejtező, A csoport, 1. hely | 2020. november 30.  | 30        | 2017             |
| Spanyolország       | Selejtező, A csoport, 2. hely | 2020. november 30.  | 32        | 2017             |
| Szlovénia           | Selejtező, F csoport, 2. hely | 2020. november 30.  | 14        | 2017             |
| Ukrajna             | Selejtező, F csoport, 1. hely | 2020. november 30.  | 9         | 2017             |
| Oroszország         | Selejtező, B csoport, 2. hely | 2021. február 19.   | 14        | 2017             |
| Szerbia             | Selejtező, E csoport, 1. hely | 2021. február 19.   | 7         | 2017             |
| Finnország          | Selejtező, E csoport, 3. hely | 2021. február 19.   | 17        | 2017             |
| Lengyelország       | Selejtező, A csoport, 3. hely | 2021. február 19.   | 29        | 2017             |
| Magyarország        | Selejtező, F csoport, 3. hely | 2021. február 19.   | 16        | 2017             |
| Belgium             | Selejtező, C csoport, 1. hely | 2021. február 20.   | 18        | 2017             |
| Hollandia           | Selejtező, D csoport, 2. hely | 2021. február 20.   | 16        | 2015             |
| Törökország         | Selejtező, D csoport, 3. hely | 2021. február 20.   | 25        | 2017             |
| Bulgária            | Selejtező, H csoport, 3. hely | 2021. február 20.   | 25        | 2011             |
| Franciaország       | Selejtező, G csoport, 1. hely | 2021. február 20.   | 29        | 2017             |
| Nagy-Britannia      | Selejtező, G csoport, 2. hely | 2021. február 20.   | 5         | 2017             |
| Észtország          | Selejtező, B csoport, 3. hely | 2021. február 22.   | 6         | 2015             |
| Litvánia            | Selejtező, C csoport, 2. hely | 2021. február 22.   | 15        | 2017             |
| Montenegró          | Helyettesít                   | 2022. május 20.     | 4         | 2017             |

## Sorsolás
A csoportkör sorsolását 2021. április 29-én tartották Berlinben.
A négy rendező mindegyike kiválaszthatott egy csapatot a saját csoportjába reklám- és marketing kritériumok alapján. Ezek a csapatok automatikusan a rendező csoportjába kerültek.
| Rendező     | Választott csapat | Dátum             |
| ----------- | ----------------- | ----------------- |
| Csehország  | Lengyelország     | 2021. március 19. |
| Németország | Litvánia          | 2021. március 19. |
| Grúzia      | Törökország       | 2021. április 7.  |
| Olaszország | Észtország        | 2021. április 7.  |

Kiemelés
A kiemelés a FIBA-világranglista alapján történt.
| 1. kalap                                                                  | 2. kalap                                                                | 3. kalap                                                                       | 4. kalap                                                            | 5. kalap                                                                 | 6. kalap                                                                        |
| ------------------------------------------------------------------------- | ----------------------------------------------------------------------- | ------------------------------------------------------------------------------ | ------------------------------------------------------------------- | ------------------------------------------------------------------------ | ------------------------------------------------------------------------------- |
| Spanyolország (2.) · Szerbia (5.) · Görögország (6.) · Franciaország (7.) | Litvánia (8.) · Oroszország (9.) · Olaszország (10.) · Csehország (12.) | Lengyelország (13.) · Horvátország (14.) · Törökország (15.) · Szlovénia (16.) | Németország (17.) · Ukrajna (28.) · Finnország (32.) · Grúzia (36.) | Belgium (37.) · Magyarország (38.) · Izrael (39.) · Nagy-Britannia (41.) | Bosznia-Hercegovina (43.) · Hollandia (44.) · Észtország (47.) · Bulgária (49.) |

Oroszországot Montenegró helyettesíti.

## Csoportkör
A mérkőzések kezdési időpontjai helyi idő szerint, az A csoportnál zárójelben magyar idő szerint értendők.

### A csoport
| Hely. | Csapat        | M | Gy | V | P+  | P–  | Pk  | P | Továbbjutás                                |
| ----- | ------------- | - | -- | - | --- | --- | --- | - | ------------------------------------------ |
| 1.    | Spanyolország | 5 | 4  | 1 | 431 | 368 | +63 | 9 | Továbbjutott az egyenes kieséses szakaszba |
| 2.    | Törökország   | 5 | 3  | 2 | 403 | 378 | +25 | 8 | Továbbjutott az egyenes kieséses szakaszba |
| 3.    | Montenegró    | 5 | 3  | 2 | 381 | 378 | +3  | 8 | Továbbjutott az egyenes kieséses szakaszba |
| 4.    | Belgium       | 5 | 3  | 2 | 384 | 383 | +1  | 8 | Továbbjutott az egyenes kieséses szakaszba |
| 5.    | Bulgária      | 5 | 1  | 4 | 427 | 475 | −48 | 6 |                                            |
| 6.    | Grúzia (R)    | 5 | 1  | 4 | 381 | 425 | −44 | 6 |                                            |

1. 1 2 3  Törökország 4 pont; Montenegró 3 pont; Belgium 2 pont
2. 1 2  Bulgária 92–80 Grúzia

| 2022. szeptember 1. 15:30 (13:30) | Spanyolország                            | 114–87    | Bulgária    | Tbiliszi Aréna, Tbiliszi Nézőszám: 500 Játékvezetők: Erez Gurion (ISR), Martin Vulić (CRO), Beniamino Attard (ITA) |
| 2022. szeptember 1. 15:30 (13:30) | (28–17, 29–18, 32–31, 25–21) Jegyzőkönyv |           |             | Tbiliszi Aréna, Tbiliszi Nézőszám: 500 Játékvezetők: Erez Gurion (ISR), Martin Vulić (CRO), Beniamino Attard (ITA) |
| 2022. szeptember 1. 15:30 (13:30) | Brown 17                                 | Pont      | Vezenkov 26 | Tbiliszi Aréna, Tbiliszi Nézőszám: 500 Játékvezetők: Erez Gurion (ISR), Martin Vulić (CRO), Beniamino Attard (ITA) |
| 2022. szeptember 1. 15:30 (13:30) | Garuba, J. Hernangómez 7                 | Lepattanó | Vezenkov 11 | Tbiliszi Aréna, Tbiliszi Nézőszám: 500 Játékvezetők: Erez Gurion (ISR), Martin Vulić (CRO), Beniamino Attard (ITA) |
| 2022. szeptember 1. 15:30 (13:30) | Brown 5                                  | Gólpassz  | Bost 7      | Tbiliszi Aréna, Tbiliszi Nézőszám: 500 Játékvezetők: Erez Gurion (ISR), Martin Vulić (CRO), Beniamino Attard (ITA) |

| 2022. szeptember 1. 18:15 (16:15) | Törökország                              | 72–68     | Montenegró   | Tbiliszi Aréna, Tbiliszi Nézőszám: 1500 Játékvezetők: Saverio Lanzarini (ITA), Oskars Lūcis (LAT), Gatis Saliņš (LAT) |
| 2022. szeptember 1. 18:15 (16:15) | (14–18, 27–13, 12–20, 19–17) Jegyzőkönyv |           |              | Tbiliszi Aréna, Tbiliszi Nézőszám: 1500 Játékvezetők: Saverio Lanzarini (ITA), Oskars Lūcis (LAT), Gatis Saliņš (LAT) |
| 2022. szeptember 1. 18:15 (16:15) | Larkin 18                                | Pont      | Dubljević 18 | Tbiliszi Aréna, Tbiliszi Nézőszám: 1500 Játékvezetők: Saverio Lanzarini (ITA), Oskars Lūcis (LAT), Gatis Saliņš (LAT) |
| 2022. szeptember 1. 18:15 (16:15) | Şengün 6                                 | Lepattanó | Simonović 7  | Tbiliszi Aréna, Tbiliszi Nézőszám: 1500 Játékvezetők: Saverio Lanzarini (ITA), Oskars Lūcis (LAT), Gatis Saliņš (LAT) |
| 2022. szeptember 1. 18:15 (16:15) | Larkin 7                                 | Gólpassz  | Perry 9      | Tbiliszi Aréna, Tbiliszi Nézőszám: 1500 Játékvezetők: Saverio Lanzarini (ITA), Oskars Lūcis (LAT), Gatis Saliņš (LAT) |

| 2022. szeptember 1. 21:00 (19:00) | Belgium                                       | 79–76 (h. u.) | Grúzia            | Tbiliszi Aréna, Tbiliszi Nézőszám: 6000 Játékvezetők: Aleksandar Glišić (SRB), Dariusz Zapolski (POL), Sergii Zashchuk (UKR) |
| 2022. szeptember 1. 21:00 (19:00) | (16–11, 22–21, 20–19, 12–19, 9–6) Jegyzőkönyv |               |                   | Tbiliszi Aréna, Tbiliszi Nézőszám: 6000 Játékvezetők: Aleksandar Glišić (SRB), Dariusz Zapolski (POL), Sergii Zashchuk (UKR) |
| 2022. szeptember 1. 21:00 (19:00) | Mwema, Tabu 14                                | Pont          | Mamukelasvili 18  | Tbiliszi Aréna, Tbiliszi Nézőszám: 6000 Játékvezetők: Aleksandar Glišić (SRB), Dariusz Zapolski (POL), Sergii Zashchuk (UKR) |
| 2022. szeptember 1. 21:00 (19:00) | Bako 6                                        | Lepattanó     | Mamukelashvili 13 | Tbiliszi Aréna, Tbiliszi Nézőszám: 6000 Játékvezetők: Aleksandar Glišić (SRB), Dariusz Zapolski (POL), Sergii Zashchuk (UKR) |
| 2022. szeptember 1. 21:00 (19:00) | Lecomte 5                                     | Gólpassz      | McFadden 6        | Tbiliszi Aréna, Tbiliszi Nézőszám: 6000 Játékvezetők: Aleksandar Glišić (SRB), Dariusz Zapolski (POL), Sergii Zashchuk (UKR) |

| 2022. szeptember 3. 15:30 (13:30) | Montenegró                              | 76–70     | Belgium     | Tbiliszi Aréna, Tbiliszi Nézőszám: 1000 Játékvezetők: Oskars Lucis (LAT), Sergii Zashchuk (UKR), Beniamino Attard (ITA) |
| 2022. szeptember 3. 15:30 (13:30) | (17–14, 20–18, 31–18, 8–20) Jegyzőkönyv |           |             | Tbiliszi Aréna, Tbiliszi Nézőszám: 1000 Játékvezetők: Oskars Lucis (LAT), Sergii Zashchuk (UKR), Beniamino Attard (ITA) |
| 2022. szeptember 3. 15:30 (13:30) | Dubljević 21                            | Pont      | Obasohan 25 | Tbiliszi Aréna, Tbiliszi Nézőszám: 1000 Játékvezetők: Oskars Lucis (LAT), Sergii Zashchuk (UKR), Beniamino Attard (ITA) |
| 2022. szeptember 3. 15:30 (13:30) | Dubljević 11                            | Lepattanó | Vanwijn 7   | Tbiliszi Aréna, Tbiliszi Nézőszám: 1000 Játékvezetők: Oskars Lucis (LAT), Sergii Zashchuk (UKR), Beniamino Attard (ITA) |
| 2022. szeptember 3. 15:30 (13:30) | Perry 5                                 | Gólpassz  | Mwema 3     | Tbiliszi Aréna, Tbiliszi Nézőszám: 1000 Játékvezetők: Oskars Lucis (LAT), Sergii Zashchuk (UKR), Beniamino Attard (ITA) |

| 2022. szeptember 3. 18:15 (16:15) | Bulgária                                 | 87–101    | Törökország | Tbiliszi Aréna, Tbiliszi Nézőszám: 1600 Játékvezetők: Aleksandar Glišić (SRB), Zdenko Tomašovič (SVK), Mihkel Männiste (EST) |
| 2022. szeptember 3. 18:15 (16:15) | (29–31, 23–19, 19–25, 16–26) Jegyzőkönyv |           |             | Tbiliszi Aréna, Tbiliszi Nézőszám: 1600 Játékvezetők: Aleksandar Glišić (SRB), Zdenko Tomašovič (SVK), Mihkel Männiste (EST) |
| 2022. szeptember 3. 18:15 (16:15) | Vezenkov 28                              | Pont      | Osman 25    | Tbiliszi Aréna, Tbiliszi Nézőszám: 1600 Játékvezetők: Aleksandar Glišić (SRB), Zdenko Tomašovič (SVK), Mihkel Männiste (EST) |
| 2022. szeptember 3. 18:15 (16:15) | Vezenkov 15                              | Lepattanó | Şengün 9    | Tbiliszi Aréna, Tbiliszi Nézőszám: 1600 Játékvezetők: Aleksandar Glišić (SRB), Zdenko Tomašovič (SVK), Mihkel Männiste (EST) |
| 2022. szeptember 3. 18:15 (16:15) | Bost 13                                  | Gólpassz  | Larkin 9    | Tbiliszi Aréna, Tbiliszi Nézőszám: 1600 Játékvezetők: Aleksandar Glišić (SRB), Zdenko Tomašovič (SVK), Mihkel Männiste (EST) |

| 2022. szeptember 3. 21:00 (19:00) | Grúzia                                   | 64–90     | Spanyolország                    | Tbiliszi Aréna, Tbiliszi Nézőszám: 7500 Játékvezetők: Saverio Lanzarini (ITA), Dariusz Zapolski (POL), Gatis Saliņš (LAT) |
| 2022. szeptember 3. 21:00 (19:00) | (16–18, 15–22, 16–31, 17–19) Jegyzőkönyv |           |                                  | Tbiliszi Aréna, Tbiliszi Nézőszám: 7500 Játékvezetők: Saverio Lanzarini (ITA), Dariusz Zapolski (POL), Gatis Saliņš (LAT) |
| 2022. szeptember 3. 21:00 (19:00) | Andronikashvili 13                       | Pont      | W. Hernangómez 14                | Tbiliszi Aréna, Tbiliszi Nézőszám: 7500 Játékvezetők: Saverio Lanzarini (ITA), Dariusz Zapolski (POL), Gatis Saliņš (LAT) |
| 2022. szeptember 3. 21:00 (19:00) | Mamukelasvili 9                          | Lepattanó | J. Hernangómez, W. Hernangómez 7 | Tbiliszi Aréna, Tbiliszi Nézőszám: 7500 Játékvezetők: Saverio Lanzarini (ITA), Dariusz Zapolski (POL), Gatis Saliņš (LAT) |
| 2022. szeptember 3. 21:00 (19:00) | Mamukelashvili 3                         | Gólpassz  | Brown 5                          | Tbiliszi Aréna, Tbiliszi Nézőszám: 7500 Játékvezetők: Saverio Lanzarini (ITA), Dariusz Zapolski (POL), Gatis Saliņš (LAT) |

| 2022. szeptember 4. 15:30 (13:30) | Bulgária                                 | 81–91     | Montenegró          | Tbiliszi Aréna, Tbiliszi Nézőszám: 650 Játékvezetők: Oskars Lucis (LAT), Zdenko Tomašovič (SVK), Josip Jurčević (CRO) |
| 2022. szeptember 4. 15:30 (13:30) | (21–21, 25–24, 12–22, 23–24) Jegyzőkönyv |           |                     | Tbiliszi Aréna, Tbiliszi Nézőszám: 650 Játékvezetők: Oskars Lucis (LAT), Zdenko Tomašovič (SVK), Josip Jurčević (CRO) |
| 2022. szeptember 4. 15:30 (13:30) | Vezenkov 26                              | Pont      | Mihailović 23       | Tbiliszi Aréna, Tbiliszi Nézőszám: 650 Játékvezetők: Oskars Lucis (LAT), Zdenko Tomašovič (SVK), Josip Jurčević (CRO) |
| 2022. szeptember 4. 15:30 (13:30) | Vezenkov 8                               | Lepattanó | Dubljević 9         | Tbiliszi Aréna, Tbiliszi Nézőszám: 650 Játékvezetők: Oskars Lucis (LAT), Zdenko Tomašovič (SVK), Josip Jurčević (CRO) |
| 2022. szeptember 4. 15:30 (13:30) | Karamfilov 7                             | Gólpassz  | Mihailović, Perry 5 | Tbiliszi Aréna, Tbiliszi Nézőszám: 650 Játékvezetők: Oskars Lucis (LAT), Zdenko Tomašovič (SVK), Josip Jurčević (CRO) |

| 2022. szeptember 4. 18:15 (16:15) | Spanyolország                            | 73–83     | Belgium    | Tbiliszi Aréna, Tbiliszi Nézőszám: 1600 Játékvezetők: Saverio Lanzarini (ITA), Dariusz Zapolski (POL), Erez Gurion (ISR) |
| 2022. szeptember 4. 18:15 (16:15) | (11–15, 22–17, 21–25, 19–26) Jegyzőkönyv |           |            | Tbiliszi Aréna, Tbiliszi Nézőszám: 1600 Játékvezetők: Saverio Lanzarini (ITA), Dariusz Zapolski (POL), Erez Gurion (ISR) |
| 2022. szeptember 4. 18:15 (16:15) | W. Hernangómez 18                        | Pont      | Lecomte 20 | Tbiliszi Aréna, Tbiliszi Nézőszám: 1600 Játékvezetők: Saverio Lanzarini (ITA), Dariusz Zapolski (POL), Erez Gurion (ISR) |
| 2022. szeptember 4. 18:15 (16:15) | három játékos 4                          | Lepattanó | Bako 9     | Tbiliszi Aréna, Tbiliszi Nézőszám: 1600 Játékvezetők: Saverio Lanzarini (ITA), Dariusz Zapolski (POL), Erez Gurion (ISR) |
| 2022. szeptember 4. 18:15 (16:15) | Brown 8                                  | Gólpassz  | Lecomte 4  | Tbiliszi Aréna, Tbiliszi Nézőszám: 1600 Játékvezetők: Saverio Lanzarini (ITA), Dariusz Zapolski (POL), Erez Gurion (ISR) |

| 2022. szeptember 4. 21:00 (19:00) | Törökország                                        | 83–88 (h. u.) | Grúzia            | Tbiliszi Aréna, Tbiliszi Nézőszám: 7100 Játékvezetők: Aleksandar Glišić (SRB), Gatis Saliņš (LAT), Sergii Zashchuk (UKR) |
| 2022. szeptember 4. 21:00 (19:00) | (25–19, 8–17, 16–17, 19–15, 7–7, 8–13) Jegyzőkönyv |               |                   | Tbiliszi Aréna, Tbiliszi Nézőszám: 7100 Játékvezetők: Aleksandar Glišić (SRB), Gatis Saliņš (LAT), Sergii Zashchuk (UKR) |
| 2022. szeptember 4. 21:00 (19:00) | Şengün 21                                          | Pont          | Mamukelasvili 20  | Tbiliszi Aréna, Tbiliszi Nézőszám: 7100 Játékvezetők: Aleksandar Glišić (SRB), Gatis Saliņš (LAT), Sergii Zashchuk (UKR) |
| 2022. szeptember 4. 21:00 (19:00) | Şanlı, Şengün 9                                    | Lepattanó     | Mamukelashvili 12 | Tbiliszi Aréna, Tbiliszi Nézőszám: 7100 Játékvezetők: Aleksandar Glišić (SRB), Gatis Saliņš (LAT), Sergii Zashchuk (UKR) |
| 2022. szeptember 4. 21:00 (19:00) | Larkin 7                                           | Gólpassz      | McFadden 6        | Tbiliszi Aréna, Tbiliszi Nézőszám: 7100 Játékvezetők: Aleksandar Glišić (SRB), Gatis Saliņš (LAT), Sergii Zashchuk (UKR) |

| 2022. szeptember 6. 15:30 (13:30) | Belgium                                 | 63–78     | Törökország      | Tbiliszi Aréna, Tbiliszi Nézőszám: 1900 Játékvezetők: Saverio Lanzarini (ITA), Dariusz Zapolski (POL), Beniamino Attard (ITA) |
| 2022. szeptember 6. 15:30 (13:30) | (6–20, 24–17, 17–22, 16–19) Jegyzőkönyv |           |                  | Tbiliszi Aréna, Tbiliszi Nézőszám: 1900 Játékvezetők: Saverio Lanzarini (ITA), Dariusz Zapolski (POL), Beniamino Attard (ITA) |
| 2022. szeptember 6. 15:30 (13:30) | Bratanovic 15                           | Pont      | Şengün 24        | Tbiliszi Aréna, Tbiliszi Nézőszám: 1900 Játékvezetők: Saverio Lanzarini (ITA), Dariusz Zapolski (POL), Beniamino Attard (ITA) |
| 2022. szeptember 6. 15:30 (13:30) | De Zeeuw 6                              | Lepattanó | Şengün 8         | Tbiliszi Aréna, Tbiliszi Nézőszám: 1900 Játékvezetők: Saverio Lanzarini (ITA), Dariusz Zapolski (POL), Beniamino Attard (ITA) |
| 2022. szeptember 6. 15:30 (13:30) | Lecomte, Tabu 4                         | Gólpassz  | Larkin, Şengün 6 | Tbiliszi Aréna, Tbiliszi Nézőszám: 1900 Játékvezetők: Saverio Lanzarini (ITA), Dariusz Zapolski (POL), Beniamino Attard (ITA) |

| 2022. szeptember 6. 18:15 (16:15) | Montenegró                               | 65–82     | Spanyolország     | Tbiliszi Aréna, Tbiliszi Nézőszám: 2800 Játékvezetők: Oskars Lucis (LAT), Sergii Zashchuk (UKR), Gatis Saliņš (LAT) |
| 2022. szeptember 6. 18:15 (16:15) | (17–27, 14–26, 17–14, 17–15) Jegyzőkönyv |           |                   | Tbiliszi Aréna, Tbiliszi Nézőszám: 2800 Játékvezetők: Oskars Lucis (LAT), Sergii Zashchuk (UKR), Gatis Saliņš (LAT) |
| 2022. szeptember 6. 18:15 (16:15) | Mihailović 18                            | Pont      | Brizuela 18       | Tbiliszi Aréna, Tbiliszi Nézőszám: 2800 Játékvezetők: Oskars Lucis (LAT), Sergii Zashchuk (UKR), Gatis Saliņš (LAT) |
| 2022. szeptember 6. 18:15 (16:15) | Radončić 7                               | Lepattanó | W. Hernangómez 13 | Tbiliszi Aréna, Tbiliszi Nézőszám: 2800 Játékvezetők: Oskars Lucis (LAT), Sergii Zashchuk (UKR), Gatis Saliņš (LAT) |
| 2022. szeptember 6. 18:15 (16:15) | Perry 9                                  | Gólpassz  | Brown 7           | Tbiliszi Aréna, Tbiliszi Nézőszám: 2800 Játékvezetők: Oskars Lucis (LAT), Sergii Zashchuk (UKR), Gatis Saliņš (LAT) |

| 2022. szeptember 6. 21:00 (19:00) | Grúzia                                   | 80–92     | Bulgária    | Tbiliszi Aréna, Tbiliszi Nézőszám: 8000 Játékvezetők: Erez Gurion (ISR), Martin Vulić (CRO), Mihkel Männiste (EST) |
| 2022. szeptember 6. 21:00 (19:00) | (18–14, 20–25, 19–27, 23–26) Jegyzőkönyv |           |             | Tbiliszi Aréna, Tbiliszi Nézőszám: 8000 Játékvezetők: Erez Gurion (ISR), Martin Vulić (CRO), Mihkel Männiste (EST) |
| 2022. szeptember 6. 21:00 (19:00) | Bitadze 21                               | Pont      | Bost 33     | Tbiliszi Aréna, Tbiliszi Nézőszám: 8000 Játékvezetők: Erez Gurion (ISR), Martin Vulić (CRO), Mihkel Männiste (EST) |
| 2022. szeptember 6. 21:00 (19:00) | Mamukelasvili 11                         | Lepattanó | Vezenkov 14 | Tbiliszi Aréna, Tbiliszi Nézőszám: 8000 Játékvezetők: Erez Gurion (ISR), Martin Vulić (CRO), Mihkel Männiste (EST) |
| 2022. szeptember 6. 21:00 (19:00) | Mamukelashvili 6                         | Gólpassz  | Bost 12     | Tbiliszi Aréna, Tbiliszi Nézőszám: 8000 Játékvezetők: Erez Gurion (ISR), Martin Vulić (CRO), Mihkel Männiste (EST) |

| 2022. szeptember 7. 15:30 (13:30) | Törökország                              | 69–72     | Spanyolország                    | Tbiliszi Aréna, Tbiliszi Nézőszám: 2300 Játékvezetők: Oskars Lucis (LAT), Martin Vulić (CRO), Beniamino Attard (ITA) |
| 2022. szeptember 7. 15:30 (13:30) | (18–17, 16–21, 16–18, 19–16) Jegyzőkönyv |           |                                  | Tbiliszi Aréna, Tbiliszi Nézőszám: 2300 Játékvezetők: Oskars Lucis (LAT), Martin Vulić (CRO), Beniamino Attard (ITA) |
| 2022. szeptember 7. 15:30 (13:30) | Osman 20                                 | Pont      | W. Hernangómez 15                | Tbiliszi Aréna, Tbiliszi Nézőszám: 2300 Játékvezetők: Oskars Lucis (LAT), Martin Vulić (CRO), Beniamino Attard (ITA) |
| 2022. szeptember 7. 15:30 (13:30) | Şengün 12                                | Lepattanó | J. Hernangómez, W. Hernangómez 7 | Tbiliszi Aréna, Tbiliszi Nézőszám: 2300 Játékvezetők: Oskars Lucis (LAT), Martin Vulić (CRO), Beniamino Attard (ITA) |
| 2022. szeptember 7. 15:30 (13:30) | Larkin 6                                 | Gólpassz  | Brown 7                          | Tbiliszi Aréna, Tbiliszi Nézőszám: 2300 Játékvezetők: Oskars Lucis (LAT), Martin Vulić (CRO), Beniamino Attard (ITA) |

| 2022. szeptember 7. 18:15 (16:15) | Bulgária                                 | 80–89     | Belgium     | Tbiliszi Aréna, Tbiliszi Nézőszám: 5300 Játékvezetők: Erez Gurion (ISR), Zdenko Tomašovič (SVK), Mihkel Männiste (EST) |
| 2022. szeptember 7. 18:15 (16:15) | (19–20, 11–21, 30–25, 20–23) Jegyzőkönyv |           |             | Tbiliszi Aréna, Tbiliszi Nézőszám: 5300 Játékvezetők: Erez Gurion (ISR), Zdenko Tomašovič (SVK), Mihkel Männiste (EST) |
| 2022. szeptember 7. 18:15 (16:15) | Vezenkov 26                              | Pont      | Obasohan 25 | Tbiliszi Aréna, Tbiliszi Nézőszám: 5300 Játékvezetők: Erez Gurion (ISR), Zdenko Tomašovič (SVK), Mihkel Männiste (EST) |
| 2022. szeptember 7. 18:15 (16:15) | Vezenkov 13                              | Lepattanó | Obasohan 7  | Tbiliszi Aréna, Tbiliszi Nézőszám: 5300 Játékvezetők: Erez Gurion (ISR), Zdenko Tomašovič (SVK), Mihkel Männiste (EST) |
| 2022. szeptember 7. 18:15 (16:15) | Bost 4                                   | Gólpassz  | Tabu 6      | Tbiliszi Aréna, Tbiliszi Nézőszám: 5300 Játékvezetők: Erez Gurion (ISR), Zdenko Tomašovič (SVK), Mihkel Männiste (EST) |

| 2022. szeptember 7. 21:00 (19:00) | Grúzia                                   | 73–81     | Montenegró  | Tbiliszi Aréna, Tbiliszi Nézőszám: 8100 Játékvezetők: Saverio Lanzarini (ITA), Dariusz Zapolski (POL), Serhiy Zashchuk (UKR) |
| 2022. szeptember 7. 21:00 (19:00) | (19–21, 16–20, 17–17, 21–23) Jegyzőkönyv |           |             | Tbiliszi Aréna, Tbiliszi Nézőszám: 8100 Játékvezetők: Saverio Lanzarini (ITA), Dariusz Zapolski (POL), Serhiy Zashchuk (UKR) |
| 2022. szeptember 7. 21:00 (19:00) | McFadden 16                              | Pont      | Drobnjak 22 | Tbiliszi Aréna, Tbiliszi Nézőszám: 8100 Játékvezetők: Saverio Lanzarini (ITA), Dariusz Zapolski (POL), Serhiy Zashchuk (UKR) |
| 2022. szeptember 7. 21:00 (19:00) | Mamukelasvili 10                         | Lepattanó | Radović 11  | Tbiliszi Aréna, Tbiliszi Nézőszám: 8100 Játékvezetők: Saverio Lanzarini (ITA), Dariusz Zapolski (POL), Serhiy Zashchuk (UKR) |
| 2022. szeptember 7. 21:00 (19:00) | Bitadze, McFadden 4                      | Gólpassz  | Perry 9     | Tbiliszi Aréna, Tbiliszi Nézőszám: 8100 Játékvezetők: Saverio Lanzarini (ITA), Dariusz Zapolski (POL), Serhiy Zashchuk (UKR) |

### B csoport
| Hely. | Csapat              | M | Gy | V | P+  | P–  | Pk  | P | Továbbjutás                                |
| ----- | ------------------- | - | -- | - | --- | --- | --- | - | ------------------------------------------ |
| 1.    | Szlovénia           | 5 | 4  | 1 | 464 | 432 | +32 | 9 | Továbbjutott az egyenes kieséses szakaszba |
| 2.    | Németország (R)     | 5 | 4  | 1 | 463 | 411 | +52 | 9 | Továbbjutott az egyenes kieséses szakaszba |
| 3.    | Franciaország       | 5 | 3  | 2 | 381 | 379 | +2  | 8 | Továbbjutott az egyenes kieséses szakaszba |
| 4.    | Litvánia            | 5 | 2  | 3 | 439 | 412 | +27 | 7 | Továbbjutott az egyenes kieséses szakaszba |
| 5.    | Bosznia-Hercegovina | 5 | 2  | 3 | 412 | 438 | −26 | 7 |                                            |
| 6.    | Magyarország        | 5 | 0  | 5 | 382 | 469 | −87 | 5 |                                            |

1. 1 2  Szlovénia 88–80 Németország
2. 1 2  Litvánia 87–70 Bosznia-Hercegovina

| 2022. szeptember 1. 14:30 | Bosznia-Hercegovina                      | 95–85     | Magyarország | Lanxess Arena, Köln Nézőszám: 14 401 Játékvezetők: Marius Ciulin (ROU), Igor Mitrovski (MKD), Ivor Matějek (CZE) |
| 2022. szeptember 1. 14:30 | (17–23, 28–23, 28–17, 22–22) Jegyzőkönyv |           |              | Lanxess Arena, Köln Nézőszám: 14 401 Játékvezetők: Marius Ciulin (ROU), Igor Mitrovski (MKD), Ivor Matějek (CZE) |
| 2022. szeptember 1. 14:30 | Musa, Nurkić 19                          | Pont      | Benke 20     | Lanxess Arena, Köln Nézőszám: 14 401 Játékvezetők: Marius Ciulin (ROU), Igor Mitrovski (MKD), Ivor Matějek (CZE) |
| 2022. szeptember 1. 14:30 | Halilović 9                              | Lepattanó | Hanga 7      | Lanxess Arena, Köln Nézőszám: 14 401 Játékvezetők: Marius Ciulin (ROU), Igor Mitrovski (MKD), Ivor Matějek (CZE) |
| 2022. szeptember 1. 14:30 | Musa 6                                   | Gólpassz  | Benke 6      | Lanxess Arena, Köln Nézőszám: 14 401 Játékvezetők: Marius Ciulin (ROU), Igor Mitrovski (MKD), Ivor Matějek (CZE) |

| 2022. szeptember 1. 17:15 | Szlovénia                                | 92–85     | Litvánia       | Lanxess Arena, Köln Nézőszám: 14 465 Játékvezetők: Manuel Mazzoni (ITA), Mārtiņš Kozlovskis (LAT), Wojciech Liszka (POL) |
| 2022. szeptember 1. 17:15 | (27–27, 24–21, 18–19, 23–18) Jegyzőkönyv |           |                | Lanxess Arena, Köln Nézőszám: 14 465 Játékvezetők: Manuel Mazzoni (ITA), Mārtiņš Kozlovskis (LAT), Wojciech Liszka (POL) |
| 2022. szeptember 1. 17:15 | Tobey 24                                 | Pont      | Grigonis 18    | Lanxess Arena, Köln Nézőszám: 14 465 Játékvezetők: Manuel Mazzoni (ITA), Mārtiņš Kozlovskis (LAT), Wojciech Liszka (POL) |
| 2022. szeptember 1. 17:15 | Tobey 8                                  | Lepattanó | Valančiūnas 12 | Lanxess Arena, Köln Nézőszám: 14 465 Játékvezetők: Manuel Mazzoni (ITA), Mārtiņš Kozlovskis (LAT), Wojciech Liszka (POL) |
| 2022. szeptember 1. 17:15 | Dončić 10                                | Gólpassz  | Lekavičius 5   | Lanxess Arena, Köln Nézőszám: 14 465 Játékvezetők: Manuel Mazzoni (ITA), Mārtiņš Kozlovskis (LAT), Wojciech Liszka (POL) |

| 2022. szeptember 1. 20:30 | Franciaország                            | 63–76     | Németország     | Lanxess Arena, Köln Nézőszám: 18 017 Játékvezetők: Georgios Poursanidis (GRE), Lorenzo Baldini (ITA), Michał Proc (POL) |
| 2022. szeptember 1. 20:30 | (13–17, 18–21, 12–19, 20–19) Jegyzőkönyv |           |                 | Lanxess Arena, Köln Nézőszám: 18 017 Játékvezetők: Georgios Poursanidis (GRE), Lorenzo Baldini (ITA), Michał Proc (POL) |
| 2022. szeptember 1. 20:30 | Yabusele 18                              | Pont      | Thiemann 14     | Lanxess Arena, Köln Nézőszám: 18 017 Játékvezetők: Georgios Poursanidis (GRE), Lorenzo Baldini (ITA), Michał Proc (POL) |
| 2022. szeptember 1. 20:30 | Gobert 12                                | Lepattanó | három játékos 6 | Lanxess Arena, Köln Nézőszám: 18 017 Játékvezetők: Georgios Poursanidis (GRE), Lorenzo Baldini (ITA), Michał Proc (POL) |
| 2022. szeptember 1. 20:30 | Heurtel 8                                | Gólpassz  | Lô, Schröder 5  | Lanxess Arena, Köln Nézőszám: 18 017 Játékvezetők: Georgios Poursanidis (GRE), Lorenzo Baldini (ITA), Michał Proc (POL) |

| 2022. szeptember 3. 14:30 | Németország                              | 92–82     | Bosznia-Hercegovina | Lanxess Arena, Köln Nézőszám: 18 017 Játékvezetők: Wojciech Liszka (POL), Lorenzo Baldini (ITA), Marius Ciulin (ROU) |
| 2022. szeptember 3. 14:30 | (18–20, 24–27, 28–11, 22–24) Jegyzőkönyv |           |                     | Lanxess Arena, Köln Nézőszám: 18 017 Játékvezetők: Wojciech Liszka (POL), Lorenzo Baldini (ITA), Marius Ciulin (ROU) |
| 2022. szeptember 3. 14:30 | Schröder, Wagner 18                      | Pont      | Musa 30             | Lanxess Arena, Köln Nézőszám: 18 017 Játékvezetők: Wojciech Liszka (POL), Lorenzo Baldini (ITA), Marius Ciulin (ROU) |
| 2022. szeptember 3. 14:30 | Theis 6                                  | Lepattanó | Nurkić 7            | Lanxess Arena, Köln Nézőszám: 18 017 Játékvezetők: Wojciech Liszka (POL), Lorenzo Baldini (ITA), Marius Ciulin (ROU) |
| 2022. szeptember 3. 14:30 | Schröder 9                               | Gólpassz  | három játékos 4     | Lanxess Arena, Köln Nézőszám: 18 017 Játékvezetők: Wojciech Liszka (POL), Lorenzo Baldini (ITA), Marius Ciulin (ROU) |

| 2022. szeptember 3. 17:45 | Litvánia                                 | 73–77     | Franciaország        | Lanxess Arena, Köln Nézőszám: 18 017 Játékvezetők: Manuel Mazzoni (ITA), Michał Proc (POL), Mārtiņš Kozlovskis (LAT) |
| 2022. szeptember 3. 17:45 | (25–23, 16–17, 15–10, 17–27) Jegyzőkönyv |           |                      | Lanxess Arena, Köln Nézőszám: 18 017 Játékvezetők: Manuel Mazzoni (ITA), Michał Proc (POL), Mārtiņš Kozlovskis (LAT) |
| 2022. szeptember 3. 17:45 | Valančiūnas 15                           | Pont      | Fournier 27          | Lanxess Arena, Köln Nézőszám: 18 017 Játékvezetők: Manuel Mazzoni (ITA), Michał Proc (POL), Mārtiņš Kozlovskis (LAT) |
| 2022. szeptember 3. 17:45 | Sabonis 9                                | Lepattanó | Fournier, Yabusele 5 | Lanxess Arena, Köln Nézőszám: 18 017 Játékvezetők: Manuel Mazzoni (ITA), Michał Proc (POL), Mārtiņš Kozlovskis (LAT) |
| 2022. szeptember 3. 17:45 | Jokubaitis 5                             | Gólpassz  | Albicy 4             | Lanxess Arena, Köln Nézőszám: 18 017 Játékvezetők: Manuel Mazzoni (ITA), Michał Proc (POL), Mārtiņš Kozlovskis (LAT) |

| 2022. szeptember 3. 20:30 | Magyarország                             | 88–103    | Szlovénia | Lanxess Arena, Köln Nézőszám: 18 017 Játékvezetők: Georgios Poursanidis (GRE), Andris Aunkrogers (LAT), Ilias Kounelles (CYP) |
| 2022. szeptember 3. 20:30 | (16–29, 17–25, 27–34, 28–15) Jegyzőkönyv |           |           | Lanxess Arena, Köln Nézőszám: 18 017 Játékvezetők: Georgios Poursanidis (GRE), Andris Aunkrogers (LAT), Ilias Kounelles (CYP) |
| 2022. szeptember 3. 20:30 | Perl 18                                  | Pont      | Dončić 20 | Lanxess Arena, Köln Nézőszám: 18 017 Játékvezetők: Georgios Poursanidis (GRE), Andris Aunkrogers (LAT), Ilias Kounelles (CYP) |
| 2022. szeptember 3. 20:30 | Hopkins, Perl 7                          | Lepattanó | Dončić 7  | Lanxess Arena, Köln Nézőszám: 18 017 Játékvezetők: Georgios Poursanidis (GRE), Andris Aunkrogers (LAT), Ilias Kounelles (CYP) |
| 2022. szeptember 3. 20:30 | Perl 6                                   | Gólpassz  | Dončić 7  | Lanxess Arena, Köln Nézőszám: 18 017 Játékvezetők: Georgios Poursanidis (GRE), Andris Aunkrogers (LAT), Ilias Kounelles (CYP) |

| 2022. szeptember 4. 14:30 | Litvánia                                             | 107–109 (h. u.) | Németország | Lanxess Arena, Köln Nézőszám: 18 017 Játékvezetők: Manuel Mazzoni (ITA), Wojciech Liszka (POL), Michał Proc (POL) |
| 2022. szeptember 4. 14:30 | (19–19, 22–27, 24–20, 24–23, 7–7, 11–13) Jegyzőkönyv |                 |             | Lanxess Arena, Köln Nézőszám: 18 017 Játékvezetők: Manuel Mazzoni (ITA), Wojciech Liszka (POL), Michał Proc (POL) |
| 2022. szeptember 4. 14:30 | Valančiūnas 34                                       | Pont            | Wagner 32   | Lanxess Arena, Köln Nézőszám: 18 017 Játékvezetők: Manuel Mazzoni (ITA), Wojciech Liszka (POL), Michał Proc (POL) |
| 2022. szeptember 4. 14:30 | Valančiūnas 14                                       | Lepattanó       | Wagner 8    | Lanxess Arena, Köln Nézőszám: 18 017 Játékvezetők: Manuel Mazzoni (ITA), Wojciech Liszka (POL), Michał Proc (POL) |
| 2022. szeptember 4. 14:30 | Valančiūnas 5                                        | Gólpassz        | Schröder 8  | Lanxess Arena, Köln Nézőszám: 18 017 Játékvezetők: Manuel Mazzoni (ITA), Wojciech Liszka (POL), Michał Proc (POL) |

| 2022. szeptember 4. 17:45 | Szlovénia                                | 93–97     | Bosznia-Hercegovina | Lanxess Arena, Köln Nézőszám: 15 718 Játékvezetők: Lorenzo Baldini (ITA), Mārtiņš Kozlovskis (LAT), Igor Mitrovski (MKD) |
| 2022. szeptember 4. 17:45 | (32–26, 20–23, 21–23, 20–25) Jegyzőkönyv |           |                     | Lanxess Arena, Köln Nézőszám: 15 718 Játékvezetők: Lorenzo Baldini (ITA), Mārtiņš Kozlovskis (LAT), Igor Mitrovski (MKD) |
| 2022. szeptember 4. 17:45 | Čančar 22                                | Pont      | Roberson 23         | Lanxess Arena, Köln Nézőszám: 15 718 Játékvezetők: Lorenzo Baldini (ITA), Mārtiņš Kozlovskis (LAT), Igor Mitrovski (MKD) |
| 2022. szeptember 4. 17:45 | Dončić 8                                 | Lepattanó | Halilović 10        | Lanxess Arena, Köln Nézőszám: 15 718 Játékvezetők: Lorenzo Baldini (ITA), Mārtiņš Kozlovskis (LAT), Igor Mitrovski (MKD) |
| 2022. szeptember 4. 17:45 | Dončić 8                                 | Gólpassz  | Musa 5              | Lanxess Arena, Köln Nézőszám: 15 718 Játékvezetők: Lorenzo Baldini (ITA), Mārtiņš Kozlovskis (LAT), Igor Mitrovski (MKD) |

| 2022. szeptember 4. 20:30 | Franciaország                            | 78–74     | Magyarország    | Lanxess Arena, Köln Nézőszám: 15 724 Játékvezetők: Marius Ciulin (ROU), Andris Aunkrogers (LAT), Ivor Matějek (CZE) |
| 2022. szeptember 4. 20:30 | (21–17, 21–22, 25–14, 11–21) Jegyzőkönyv |           |                 | Lanxess Arena, Köln Nézőszám: 15 724 Játékvezetők: Marius Ciulin (ROU), Andris Aunkrogers (LAT), Ivor Matějek (CZE) |
| 2022. szeptember 4. 20:30 | Yabusele 17                              | Pont      | Hanga 18        | Lanxess Arena, Köln Nézőszám: 15 724 Játékvezetők: Marius Ciulin (ROU), Andris Aunkrogers (LAT), Ivor Matějek (CZE) |
| 2022. szeptember 4. 20:30 | Gobert 9                                 | Lepattanó | Hanga, Váradi 4 | Lanxess Arena, Köln Nézőszám: 15 724 Játékvezetők: Marius Ciulin (ROU), Andris Aunkrogers (LAT), Ivor Matějek (CZE) |
| 2022. szeptember 4. 20:30 | Heurtel 7                                | Gólpassz  | Perl, Váradi 4  | Lanxess Arena, Köln Nézőszám: 15 724 Játékvezetők: Marius Ciulin (ROU), Andris Aunkrogers (LAT), Ivor Matějek (CZE) |

| 2022. szeptember 6. 14:30 | Bosznia-Hercegovina                     | 68–81     | Franciaország | Lanxess Arena, Köln Nézőszám: 11 957 Játékvezetők: Marius Ciulin (ROU), Georgios Poursanidis (GRE), Ilias Kounelles (CYP) |
| 2022. szeptember 6. 14:30 | (19–19, 15–25, 16–8, 18–29) Jegyzőkönyv |           |               | Lanxess Arena, Köln Nézőszám: 11 957 Játékvezetők: Marius Ciulin (ROU), Georgios Poursanidis (GRE), Ilias Kounelles (CYP) |
| 2022. szeptember 6. 14:30 | három játékos 14                        | Pont      | Yabusele 15   | Lanxess Arena, Köln Nézőszám: 11 957 Játékvezetők: Marius Ciulin (ROU), Georgios Poursanidis (GRE), Ilias Kounelles (CYP) |
| 2022. szeptember 6. 14:30 | Nurkić 10                               | Lepattanó | Gobert 12     | Lanxess Arena, Köln Nézőszám: 11 957 Játékvezetők: Marius Ciulin (ROU), Georgios Poursanidis (GRE), Ilias Kounelles (CYP) |
| 2022. szeptember 6. 14:30 | Atić 5                                  | Gólpassz  | Heurtel 8     | Lanxess Arena, Köln Nézőszám: 11 957 Játékvezetők: Marius Ciulin (ROU), Georgios Poursanidis (GRE), Ilias Kounelles (CYP) |

| 2022. szeptember 6. 17:15 | Magyarország                             | 64–87     | Litvánia               | Lanxess Arena, Köln Nézőszám: 12 332 Játékvezetők: Aleksandar Glišić (SRB), Andris Aunkrogers (LAT), Igor Mitrovski (MKD) |
| 2022. szeptember 6. 17:15 | (18–22, 15–26, 19–26, 12–12) Jegyzőkönyv |           |                        | Lanxess Arena, Köln Nézőszám: 12 332 Játékvezetők: Aleksandar Glišić (SRB), Andris Aunkrogers (LAT), Igor Mitrovski (MKD) |
| 2022. szeptember 6. 17:15 | Perl 16                                  | Pont      | Valančiūnas 21         | Lanxess Arena, Köln Nézőszám: 12 332 Játékvezetők: Aleksandar Glišić (SRB), Andris Aunkrogers (LAT), Igor Mitrovski (MKD) |
| 2022. szeptember 6. 17:15 | Benke, Perl 4                            | Lepattanó | Sabonis, Valančiūnas 8 | Lanxess Arena, Köln Nézőszám: 12 332 Játékvezetők: Aleksandar Glišić (SRB), Andris Aunkrogers (LAT), Igor Mitrovski (MKD) |
| 2022. szeptember 6. 17:15 | négy játékos 2                           | Gólpassz  | Jokubaitis 6           | Lanxess Arena, Köln Nézőszám: 12 332 Játékvezetők: Aleksandar Glišić (SRB), Andris Aunkrogers (LAT), Igor Mitrovski (MKD) |

| 2022. szeptember 6. 20:30 | Németország                              | 80–88     | Szlovénia | Lanxess Arena, Köln Nézőszám: 18 017 Játékvezetők: Mārtiņš Kozlovskis (LAT), Lorenzo Baldini (ITA), Martin Horozov (BUL) |
| 2022. szeptember 6. 20:30 | (14–21, 22–23, 19–17, 25–27) Jegyzőkönyv |           |           | Lanxess Arena, Köln Nézőszám: 18 017 Játékvezetők: Mārtiņš Kozlovskis (LAT), Lorenzo Baldini (ITA), Martin Horozov (BUL) |
| 2022. szeptember 6. 20:30 | Schröder 19                              | Pont      | Dončić 36 | Lanxess Arena, Köln Nézőszám: 18 017 Játékvezetők: Mārtiņš Kozlovskis (LAT), Lorenzo Baldini (ITA), Martin Horozov (BUL) |
| 2022. szeptember 6. 20:30 | Voigtmann 12                             | Lepattanó | Dončić 10 | Lanxess Arena, Köln Nézőszám: 18 017 Játékvezetők: Mārtiņš Kozlovskis (LAT), Lorenzo Baldini (ITA), Martin Horozov (BUL) |
| 2022. szeptember 6. 20:30 | Schröder 5                               | Gólpassz  | Dončić 4  | Lanxess Arena, Köln Nézőszám: 18 017 Játékvezetők: Mārtiņš Kozlovskis (LAT), Lorenzo Baldini (ITA), Martin Horozov (BUL) |

| 2022. szeptember 7. 14:30 | Litvánia                                 | 87–70     | Bosznia-Hercegovina | Lanxess Arena, Köln Nézőszám: 12 877 Játékvezetők: Mārtiņš Kozlovskis (LAT), Lorenzo Baldini (ITA), Martin Horozov (BUL) |
| 2022. szeptember 7. 14:30 | (28–28, 28–14, 19–17, 12–11) Jegyzőkönyv |           |                     | Lanxess Arena, Köln Nézőszám: 12 877 Játékvezetők: Mārtiņš Kozlovskis (LAT), Lorenzo Baldini (ITA), Martin Horozov (BUL) |
| 2022. szeptember 7. 14:30 | Grigonis 16                              | Pont      | Musa 22             | Lanxess Arena, Köln Nézőszám: 12 877 Játékvezetők: Mārtiņš Kozlovskis (LAT), Lorenzo Baldini (ITA), Martin Horozov (BUL) |
| 2022. szeptember 7. 14:30 | Valančiūnas 15                           | Lepattanó | Kamenjaš 6          | Lanxess Arena, Köln Nézőszám: 12 877 Játékvezetők: Mārtiņš Kozlovskis (LAT), Lorenzo Baldini (ITA), Martin Horozov (BUL) |
| 2022. szeptember 7. 14:30 | Valančiūnas 5                            | Gólpassz  | Musa 5              | Lanxess Arena, Köln Nézőszám: 12 877 Játékvezetők: Mārtiņš Kozlovskis (LAT), Lorenzo Baldini (ITA), Martin Horozov (BUL) |

| 2022. szeptember 7. 17:15 | Franciaország                            | 82–88     | Szlovénia | Lanxess Arena, Köln Nézőszám: 13 426 Játékvezetők: Aleksandar Glisić (SRB), Marius Ciulin (ROU), Georgios Poursanidis (GRE) |
| 2022. szeptember 7. 17:15 | (19–20, 21–24, 24–20, 18–24) Jegyzőkönyv |           |           | Lanxess Arena, Köln Nézőszám: 13 426 Játékvezetők: Aleksandar Glisić (SRB), Marius Ciulin (ROU), Georgios Poursanidis (GRE) |
| 2022. szeptember 7. 17:15 | Gobert 19                                | Pont      | Dončić 47 | Lanxess Arena, Köln Nézőszám: 13 426 Játékvezetők: Aleksandar Glisić (SRB), Marius Ciulin (ROU), Georgios Poursanidis (GRE) |
| 2022. szeptember 7. 17:15 | Gobert 8                                 | Lepattanó | Dončić 7  | Lanxess Arena, Köln Nézőszám: 13 426 Játékvezetők: Aleksandar Glisić (SRB), Marius Ciulin (ROU), Georgios Poursanidis (GRE) |
| 2022. szeptember 7. 17:15 | Heurtel 10                               | Gólpassz  | Dončić 5  | Lanxess Arena, Köln Nézőszám: 13 426 Játékvezetők: Aleksandar Glisić (SRB), Marius Ciulin (ROU), Georgios Poursanidis (GRE) |

| 2022. szeptember 7. 20:30 | Magyarország                             | 71–106    | Németország   | Lanxess Arena, Köln Nézőszám: 17 513 Játékvezetők: Andris Aunkrogers (LAT), Ivor Matějek (CZE), Ilias Kounelles (CYP) |
| 2022. szeptember 7. 20:30 | (19–22, 20–32, 19–27, 13–25) Jegyzőkönyv |           |               | Lanxess Arena, Köln Nézőszám: 17 513 Játékvezetők: Andris Aunkrogers (LAT), Ivor Matějek (CZE), Ilias Kounelles (CYP) |
| 2022. szeptember 7. 20:30 | Perl 15                                  | Pont      | Sengfelder 22 | Lanxess Arena, Köln Nézőszám: 17 513 Játékvezetők: Andris Aunkrogers (LAT), Ivor Matějek (CZE), Ilias Kounelles (CYP) |
| 2022. szeptember 7. 20:30 | Perl 4                                   | Lepattanó | Voigtmann 10  | Lanxess Arena, Köln Nézőszám: 17 513 Játékvezetők: Andris Aunkrogers (LAT), Ivor Matějek (CZE), Ilias Kounelles (CYP) |
| 2022. szeptember 7. 20:30 | Perl, Vojvoda 4                          | Gólpassz  | Hollatz 11    | Lanxess Arena, Köln Nézőszám: 17 513 Játékvezetők: Andris Aunkrogers (LAT), Ivor Matějek (CZE), Ilias Kounelles (CYP) |

### C csoport
| Hely. | Csapat          | M | Gy | V | P+  | P–  | Pk   | P  | Továbbjutás                                |
| ----- | --------------- | - | -- | - | --- | --- | ---- | -- | ------------------------------------------ |
| 1.    | Görögország     | 5 | 5  | 0 | 456 | 391 | +65  | 10 | Továbbjutott az egyenes kieséses szakaszba |
| 2.    | Ukrajna         | 5 | 3  | 2 | 412 | 396 | +16  | 8  | Továbbjutott az egyenes kieséses szakaszba |
| 3.    | Horvátország    | 5 | 3  | 2 | 410 | 390 | +20  | 8  | Továbbjutott az egyenes kieséses szakaszba |
| 4.    | Olaszország (R) | 5 | 3  | 2 | 408 | 363 | +45  | 8  | Továbbjutott az egyenes kieséses szakaszba |
| 5.    | Észtország      | 5 | 1  | 4 | 368 | 382 | −14  | 6  |                                            |
| 6.    | Nagy-Britannia  | 5 | 0  | 5 | 321 | 453 | −132 | 5  |                                            |

1. 1 2 3  Ukrajna 3 pont, +6 Pk; Croatia 3 pont, 0 Pk; Italy 3 pont, −6 Pk

| 2022. szeptember 2. 14:15 | Ukrajna                                  | 90–61     | Nagy-Britannia | Mediolanum Forum, Milánó Nézőszám: 2596 Játékvezetők: Paulo Marques (POR), Zafer Yılmaz (TUR), Zdravko Rutešić (MNE) |
| 2022. szeptember 2. 14:15 | (22–17, 20–15, 24–12, 24–17) Jegyzőkönyv |           |                | Mediolanum Forum, Milánó Nézőszám: 2596 Játékvezetők: Paulo Marques (POR), Zafer Yılmaz (TUR), Zdravko Rutešić (MNE) |
| 2022. szeptember 2. 14:15 | Mykhailiuk 17                            | Pont      | Nelson 16      | Mediolanum Forum, Milánó Nézőszám: 2596 Játékvezetők: Paulo Marques (POR), Zafer Yılmaz (TUR), Zdravko Rutešić (MNE) |
| 2022. szeptember 2. 14:15 | Len 6                                    | Lepattanó | Olaseni 9      | Mediolanum Forum, Milánó Nézőszám: 2596 Játékvezetők: Paulo Marques (POR), Zafer Yılmaz (TUR), Zdravko Rutešić (MNE) |
| 2022. szeptember 2. 14:15 | Bliznyuk, Lukashov 5                     | Gólpassz  | Nelson 5       | Mediolanum Forum, Milánó Nézőszám: 2596 Játékvezetők: Paulo Marques (POR), Zafer Yılmaz (TUR), Zdravko Rutešić (MNE) |

| 2022. szeptember 2. 17:00 | Horvátország                             | 85–89     | Görögország                | Mediolanum Forum, Milánó Nézőszám: 6844 Játékvezetők: Yohan Rosso (FRA), Luis Castillo (ESP), Martin Horozov (BUL) |
| 2022. szeptember 2. 17:00 | (16–24, 14–22, 32–24, 23–19) Jegyzőkönyv |           |                            | Mediolanum Forum, Milánó Nézőszám: 6844 Játékvezetők: Yohan Rosso (FRA), Luis Castillo (ESP), Martin Horozov (BUL) |
| 2022. szeptember 2. 17:00 | Smith 23                                 | Pont      | J. Antetokúnmpo, Dorsey 27 | Mediolanum Forum, Milánó Nézőszám: 6844 Játékvezetők: Yohan Rosso (FRA), Luis Castillo (ESP), Martin Horozov (BUL) |
| 2022. szeptember 2. 17:00 | Hezonja 8                                | Lepattanó | J. Andetokumbo 11          | Mediolanum Forum, Milánó Nézőszám: 6844 Játékvezetők: Yohan Rosso (FRA), Luis Castillo (ESP), Martin Horozov (BUL) |
| 2022. szeptember 2. 17:00 | Smith 4                                  | Gólpassz  | J. Andetokumbo, Calathes 6 | Mediolanum Forum, Milánó Nézőszám: 6844 Játékvezetők: Yohan Rosso (FRA), Luis Castillo (ESP), Martin Horozov (BUL) |

| 2022. szeptember 2. 21:00 | Olaszország                              | 83–62     | Észtország         | Mediolanum Forum, Milánó Nézőszám: 10 864 Játékvezetők: Nicolas Maestre (FRA), Radomir Vojinović (MNE), Carsten Straube (GER) |
| 2022. szeptember 2. 21:00 | (21–18, 31–15, 17–19, 14–10) Jegyzőkönyv |           |                    | Mediolanum Forum, Milánó Nézőszám: 10 864 Játékvezetők: Nicolas Maestre (FRA), Radomir Vojinović (MNE), Carsten Straube (GER) |
| 2022. szeptember 2. 21:00 | Fontecchio 19                            | Pont      | Kriisa 20          | Mediolanum Forum, Milánó Nézőszám: 10 864 Játékvezetők: Nicolas Maestre (FRA), Radomir Vojinović (MNE), Carsten Straube (GER) |
| 2022. szeptember 2. 21:00 | Polonara 11                              | Lepattanó | Jõesaar 4          | Mediolanum Forum, Milánó Nézőszám: 10 864 Játékvezetők: Nicolas Maestre (FRA), Radomir Vojinović (MNE), Carsten Straube (GER) |
| 2022. szeptember 2. 21:00 | Spissu 6                                 | Gólpassz  | Krrisa, Kullamäe 6 | Mediolanum Forum, Milánó Nézőszám: 10 864 Játékvezetők: Nicolas Maestre (FRA), Radomir Vojinović (MNE), Carsten Straube (GER) |

| 2022. szeptember 3. 14:15 | Nagy-Britannia                          | 65–86     | Horvátország     | Mediolanum Forum, Milánó Nézőszám: 2373 Játékvezetők: Martin Horozov (BUL), Paulo Marques (POR), Geert Jacobs (BEL) |
| 2022. szeptember 3. 14:15 | (17–20, 14–17, 9–35, 25–14) Jegyzőkönyv |           |                  | Mediolanum Forum, Milánó Nézőszám: 2373 Játékvezetők: Martin Horozov (BUL), Paulo Marques (POR), Geert Jacobs (BEL) |
| 2022. szeptember 3. 14:15 | Hesson 18                               | Pont      | három játékos 15 | Mediolanum Forum, Milánó Nézőszám: 2373 Játékvezetők: Martin Horozov (BUL), Paulo Marques (POR), Geert Jacobs (BEL) |
| 2022. szeptember 3. 14:15 | Soko 7                                  | Lepattanó | Hezonja 10       | Mediolanum Forum, Milánó Nézőszám: 2373 Játékvezetők: Martin Horozov (BUL), Paulo Marques (POR), Geert Jacobs (BEL) |
| 2022. szeptember 3. 14:15 | Nelson 6                                | Gólpassz  | Smith 6          | Mediolanum Forum, Milánó Nézőszám: 2373 Játékvezetők: Martin Horozov (BUL), Paulo Marques (POR), Geert Jacobs (BEL) |

| 2022. szeptember 3. 17:00 | Észtország                               | 73–74     | Ukrajna       | Mediolanum Forum, Milánó Nézőszám: 4418 Játékvezetők: Nicolas Maestre (FRA), Viola Györgyi (ROU), Zafer Yılmaz (TUR) |
| 2022. szeptember 3. 17:00 | (21–15, 14–18, 26–23, 12–18) Jegyzőkönyv |           |               | Mediolanum Forum, Milánó Nézőszám: 4418 Játékvezetők: Nicolas Maestre (FRA), Viola Györgyi (ROU), Zafer Yılmaz (TUR) |
| 2022. szeptember 3. 17:00 | Kotsar 17                                | Pont      | Mykhailiuk 18 | Mediolanum Forum, Milánó Nézőszám: 4418 Játékvezetők: Nicolas Maestre (FRA), Viola Györgyi (ROU), Zafer Yılmaz (TUR) |
| 2022. szeptember 3. 17:00 | Kotsar 9                                 | Lepattanó | Bliznyuk 9    | Mediolanum Forum, Milánó Nézőszám: 4418 Játékvezetők: Nicolas Maestre (FRA), Viola Györgyi (ROU), Zafer Yılmaz (TUR) |
| 2022. szeptember 3. 17:00 | Kriisa 8                                 | Gólpassz  | Bliznyuk 5    | Mediolanum Forum, Milánó Nézőszám: 4418 Játékvezetők: Nicolas Maestre (FRA), Viola Györgyi (ROU), Zafer Yılmaz (TUR) |

| 2022. szeptember 3. 21:00 | Görögország                              | 85–81     | Olaszország   | Mediolanum Forum, Milánó Nézőszám: 11 742 Játékvezetők: Yohan Rosso (FRA), Luis Castillo (ESP), Radomir Vojinović (MNE) |
| 2022. szeptember 3. 21:00 | (23–17, 24–23, 24–17, 14–24) Jegyzőkönyv |           |               | Mediolanum Forum, Milánó Nézőszám: 11 742 Játékvezetők: Yohan Rosso (FRA), Luis Castillo (ESP), Radomir Vojinović (MNE) |
| 2022. szeptember 3. 21:00 | J. Antetokúnmpo 25                       | Pont      | Fontecchio 26 | Mediolanum Forum, Milánó Nézőszám: 11 742 Játékvezetők: Yohan Rosso (FRA), Luis Castillo (ESP), Radomir Vojinović (MNE) |
| 2022. szeptember 3. 21:00 | J. Andetokumbo 11                        | Lepattanó | Polonara 10   | Mediolanum Forum, Milánó Nézőszám: 11 742 Játékvezetők: Yohan Rosso (FRA), Luis Castillo (ESP), Radomir Vojinović (MNE) |
| 2022. szeptember 3. 21:00 | Calathes 4                               | Gólpassz  | Spissu 6      | Mediolanum Forum, Milánó Nézőszám: 11 742 Játékvezetők: Yohan Rosso (FRA), Luis Castillo (ESP), Radomir Vojinović (MNE) |

| 2022. szeptember 5. 14:15 | Horvátország                             | 73–70     | Észtország | Mediolanum Forum, Milánó Nézőszám: 2972 Játékvezetők: Paulo Marques (POR), Zafer Yılmaz (TUR), Carsten Straube (GER) |
| 2022. szeptember 5. 14:15 | (20–16, 13–13, 20–19, 20–22) Jegyzőkönyv |           |            | Mediolanum Forum, Milánó Nézőszám: 2972 Játékvezetők: Paulo Marques (POR), Zafer Yılmaz (TUR), Carsten Straube (GER) |
| 2022. szeptember 5. 14:15 | Matković 17                              | Pont      | Kotsar 17  | Mediolanum Forum, Milánó Nézőszám: 2972 Játékvezetők: Paulo Marques (POR), Zafer Yılmaz (TUR), Carsten Straube (GER) |
| 2022. szeptember 5. 14:15 | Šarić 12                                 | Lepattanó | Drell 7    | Mediolanum Forum, Milánó Nézőszám: 2972 Játékvezetők: Paulo Marques (POR), Zafer Yılmaz (TUR), Carsten Straube (GER) |
| 2022. szeptember 5. 14:15 | Smith 7                                  | Gólpassz  | Kullamäe 5 | Mediolanum Forum, Milánó Nézőszám: 2972 Játékvezetők: Paulo Marques (POR), Zafer Yılmaz (TUR), Carsten Straube (GER) |

| 2022. szeptember 5. 17:00 | Nagy-Britannia                           | 77–93     | Görögország    | Mediolanum Forum, Milánó Nézőszám: 4963 Játékvezetők: Yohan Rosso (FRA), Geert Jacobs (BEL), Gizella Gyorgyi (ROU) |
| 2022. szeptember 5. 17:00 | (17–24, 26–22, 17–25, 17–22) Jegyzőkönyv |           |                | Mediolanum Forum, Milánó Nézőszám: 4963 Játékvezetők: Yohan Rosso (FRA), Geert Jacobs (BEL), Gizella Gyorgyi (ROU) |
| 2022. szeptember 5. 17:00 | Nelson 17                                | Pont      | Sloukas 21     | Mediolanum Forum, Milánó Nézőszám: 4963 Játékvezetők: Yohan Rosso (FRA), Geert Jacobs (BEL), Gizella Gyorgyi (ROU) |
| 2022. szeptember 5. 17:00 | Olaseni 11                               | Lepattanó | Papanikolaou 7 | Mediolanum Forum, Milánó Nézőszám: 4963 Játékvezetők: Yohan Rosso (FRA), Geert Jacobs (BEL), Gizella Gyorgyi (ROU) |
| 2022. szeptember 5. 17:00 | Soko, Wheatle 5                          | Gólpassz  | négy játékos 5 | Mediolanum Forum, Milánó Nézőszám: 4963 Játékvezetők: Yohan Rosso (FRA), Geert Jacobs (BEL), Gizella Gyorgyi (ROU) |

| 2022. szeptember 5. 21:00 | Ukrajna                                  | 84–73     | Olaszország | Mediolanum Forum, Milánó Nézőszám: 6800 Játékvezetők: Luis Castillo (ESP), Martin Horozov (BUL), Zdravko Rutešić (MNE) |
| 2022. szeptember 5. 21:00 | (16–21, 22–21, 19–15, 27–16) Jegyzőkönyv |           |             | Mediolanum Forum, Milánó Nézőszám: 6800 Játékvezetők: Luis Castillo (ESP), Martin Horozov (BUL), Zdravko Rutešić (MNE) |
| 2022. szeptember 5. 21:00 | Mykhailiuk 25                            | Pont      | Polonara 17 | Mediolanum Forum, Milánó Nézőszám: 6800 Játékvezetők: Luis Castillo (ESP), Martin Horozov (BUL), Zdravko Rutešić (MNE) |
| 2022. szeptember 5. 21:00 | Len 11                                   | Lepattanó | Polonara 7  | Mediolanum Forum, Milánó Nézőszám: 6800 Játékvezetők: Luis Castillo (ESP), Martin Horozov (BUL), Zdravko Rutešić (MNE) |
| 2022. szeptember 5. 21:00 | Bliznyuk 6                               | Gólpassz  | Spissu 3    | Mediolanum Forum, Milánó Nézőszám: 6800 Játékvezetők: Luis Castillo (ESP), Martin Horozov (BUL), Zdravko Rutešić (MNE) |

| 2022. szeptember 6. 14:15 | Észtország                              | 94–62     | Nagy-Britannia | Mediolanum Forum, Milánó Nézőszám: 5422 Játékvezetők: Radomir Vojinović (MNE), Zdravko Rutesić (MNE), Geert Jacobs (BEL) |
| 2022. szeptember 6. 14:15 | (24–18, 25–18, 29–17, 16–9) Jegyzőkönyv |           |                | Mediolanum Forum, Milánó Nézőszám: 5422 Játékvezetők: Radomir Vojinović (MNE), Zdravko Rutesić (MNE), Geert Jacobs (BEL) |
| 2022. szeptember 6. 14:15 | Drell 20                                | Pont      | Hesson 14      | Mediolanum Forum, Milánó Nézőszám: 5422 Játékvezetők: Radomir Vojinović (MNE), Zdravko Rutesić (MNE), Geert Jacobs (BEL) |
| 2022. szeptember 6. 14:15 | Kotsar, Raieste 8                       | Lepattanó | Wheatle 11     | Mediolanum Forum, Milánó Nézőszám: 5422 Játékvezetők: Radomir Vojinović (MNE), Zdravko Rutesić (MNE), Geert Jacobs (BEL) |
| 2022. szeptember 6. 14:15 | Kriisa 7                                | Gólpassz  | Nelson 6       | Mediolanum Forum, Milánó Nézőszám: 5422 Játékvezetők: Radomir Vojinović (MNE), Zdravko Rutesić (MNE), Geert Jacobs (BEL) |

| 2022. szeptember 6. 17:00 | Görögország                              | 99–79     | Ukrajna              | Mediolanum Forum, Milánó Nézőszám: 5484 Játékvezetők: Luis Castillo (ESP), Nicolas Maestre (FRA), Carsten Straube (GER) |
| 2022. szeptember 6. 17:00 | (23–20, 16–26, 32–11, 28–22) Jegyzőkönyv |           |                      | Mediolanum Forum, Milánó Nézőszám: 5484 Játékvezetők: Luis Castillo (ESP), Nicolas Maestre (FRA), Carsten Straube (GER) |
| 2022. szeptember 6. 17:00 | J. Antetokúnmpo 41                       | Pont      | Mykhailiuk, Sanon 16 | Mediolanum Forum, Milánó Nézőszám: 5484 Játékvezetők: Luis Castillo (ESP), Nicolas Maestre (FRA), Carsten Straube (GER) |
| 2022. szeptember 6. 17:00 | J. Andetokumbo 9                         | Lepattanó | Len 8                | Mediolanum Forum, Milánó Nézőszám: 5484 Játékvezetők: Luis Castillo (ESP), Nicolas Maestre (FRA), Carsten Straube (GER) |
| 2022. szeptember 6. 17:00 | Calathes 7                               | Gólpassz  | Bliznyuk, Sanon 4    | Mediolanum Forum, Milánó Nézőszám: 5484 Játékvezetők: Luis Castillo (ESP), Nicolas Maestre (FRA), Carsten Straube (GER) |

| 2022. szeptember 6. 21:00 | Olaszország                              | 81–76     | Horvátország  | Mediolanum Forum, Milánó Nézőszám: 11 745 Játékvezetők: Yohan Rosso (FRA), Paulo Marques (POR), Zafer Yılmaz (TUR) |
| 2022. szeptember 6. 21:00 | (22–17, 20–17, 13–25, 26–17) Jegyzőkönyv |           |               | Mediolanum Forum, Milánó Nézőszám: 11 745 Játékvezetők: Yohan Rosso (FRA), Paulo Marques (POR), Zafer Yılmaz (TUR) |
| 2022. szeptember 6. 21:00 | Fontecchio, Melli 19                     | Pont      | Bogdanović 27 | Mediolanum Forum, Milánó Nézőszám: 11 745 Játékvezetők: Yohan Rosso (FRA), Paulo Marques (POR), Zafer Yılmaz (TUR) |
| 2022. szeptember 6. 21:00 | három játékos 5                          | Lepattanó | Hezonja 10    | Mediolanum Forum, Milánó Nézőszám: 11 745 Játékvezetők: Yohan Rosso (FRA), Paulo Marques (POR), Zafer Yılmaz (TUR) |
| 2022. szeptember 6. 21:00 | Spissu 6                                 | Gólpassz  | Smith 4       | Mediolanum Forum, Milánó Nézőszám: 11 745 Játékvezetők: Yohan Rosso (FRA), Paulo Marques (POR), Zafer Yılmaz (TUR) |

| 2022. szeptember 8. 14:15 | Horvátország                             | 90–85     | Ukrajna        | Mediolanum Forum, Milánó Nézőszám: 2753 Játékvezetők: Luis Castillo (ESP), Nicolas Maestre (FRA), Zafer Yılmaz (TUR) |
| 2022. szeptember 8. 14:15 | (21–21, 24–21, 22–25, 23–18) Jegyzőkönyv |           |                | Mediolanum Forum, Milánó Nézőszám: 2753 Játékvezetők: Luis Castillo (ESP), Nicolas Maestre (FRA), Zafer Yılmaz (TUR) |
| 2022. szeptember 8. 14:15 | Bogdanović 27                            | Pont      | Gerun 21       | Mediolanum Forum, Milánó Nézőszám: 2753 Játékvezetők: Luis Castillo (ESP), Nicolas Maestre (FRA), Zafer Yılmaz (TUR) |
| 2022. szeptember 8. 14:15 | Zubac 8                                  | Lepattanó | Bliznyuk 8     | Mediolanum Forum, Milánó Nézőszám: 2753 Játékvezetők: Luis Castillo (ESP), Nicolas Maestre (FRA), Zafer Yılmaz (TUR) |
| 2022. szeptember 8. 14:15 | Mavra 4                                  | Gólpassz  | négy játékos 4 | Mediolanum Forum, Milánó Nézőszám: 2753 Játékvezetők: Luis Castillo (ESP), Nicolas Maestre (FRA), Zafer Yılmaz (TUR) |

| 2022. szeptember 8. 17:00 | Észtország                               | 69–90     | Görögország        | Mediolanum Forum, Milánó Nézőszám: 4852 Játékvezetők: Yohan Rosso (FRA), Carsten Straube (GER), Gizella Gyorgyi (ROU) |
| 2022. szeptember 8. 17:00 | (21–27, 15–24, 13–26, 20–13) Jegyzőkönyv |           |                    | Mediolanum Forum, Milánó Nézőszám: 4852 Játékvezetők: Yohan Rosso (FRA), Carsten Straube (GER), Gizella Gyorgyi (ROU) |
| 2022. szeptember 8. 17:00 | Vene 19                                  | Pont      | J. Antetokúnmpo 25 | Mediolanum Forum, Milánó Nézőszám: 4852 Játékvezetők: Yohan Rosso (FRA), Carsten Straube (GER), Gizella Gyorgyi (ROU) |
| 2022. szeptember 8. 17:00 | Drell 9                                  | Lepattanó | J. Andetokumbo 5   | Mediolanum Forum, Milánó Nézőszám: 4852 Játékvezetők: Yohan Rosso (FRA), Carsten Straube (GER), Gizella Gyorgyi (ROU) |
| 2022. szeptember 8. 17:00 | Kriisa, Kullamäe 4                       | Gólpassz  | J. Andetokumbo 4   | Mediolanum Forum, Milánó Nézőszám: 4852 Játékvezetők: Yohan Rosso (FRA), Carsten Straube (GER), Gizella Gyorgyi (ROU) |

| 2022. szeptember 8. 21:00 | Nagy-Britannia                          | 56–90     | Olaszország   | Mediolanum Forum, Milánó Nézőszám: 7232 Játékvezetők: Paulo Marques (POR), Radomir Vojinović (MNE), Geert Jacobs (BEL) |
| 2022. szeptember 8. 21:00 | (20–29, 17–18, 17–20, 2–23) Jegyzőkönyv |           |               | Mediolanum Forum, Milánó Nézőszám: 7232 Játékvezetők: Paulo Marques (POR), Radomir Vojinović (MNE), Geert Jacobs (BEL) |
| 2022. szeptember 8. 21:00 | Hesson 18                               | Pont      | Fontecchio 18 | Mediolanum Forum, Milánó Nézőszám: 7232 Játékvezetők: Paulo Marques (POR), Radomir Vojinović (MNE), Geert Jacobs (BEL) |
| 2022. szeptember 8. 21:00 | Wheatle 7                               | Lepattanó | Ricci 8       | Mediolanum Forum, Milánó Nézőszám: 7232 Játékvezetők: Paulo Marques (POR), Radomir Vojinović (MNE), Geert Jacobs (BEL) |
| 2022. szeptember 8. 21:00 | Nelson, Wheatle 3                       | Gólpassz  | Pajola 5      | Mediolanum Forum, Milánó Nézőszám: 7232 Játékvezetők: Paulo Marques (POR), Radomir Vojinović (MNE), Geert Jacobs (BEL) |

### D csoport
| Hely. | Csapat         | M | Gy | V | P+  | P–  | Pk   | P  | Továbbjutás                                |
| ----- | -------------- | - | -- | - | --- | --- | ---- | -- | ------------------------------------------ |
| 1.    | Szerbia        | 5 | 5  | 0 | 466 | 361 | +105 | 10 | Továbbjutott az egyenes kieséses szakaszba |
| 2.    | Finnország     | 5 | 3  | 2 | 432 | 403 | +29  | 8  | Továbbjutott az egyenes kieséses szakaszba |
| 3.    | Lengyelország  | 5 | 3  | 2 | 387 | 414 | −27  | 8  | Továbbjutott az egyenes kieséses szakaszba |
| 4.    | Csehország (R) | 5 | 2  | 3 | 416 | 435 | −19  | 7  | Továbbjutott az egyenes kieséses szakaszba |
| 5.    | Izrael         | 5 | 2  | 3 | 394 | 416 | −22  | 7  |                                            |
| 6.    | Hollandia      | 5 | 0  | 5 | 359 | 425 | −66  | 5  |                                            |

1. 1 2  Finnország 89–59 Lengyelország
2. 1 2  Csehország 88–77 Izrael

| 2022. szeptember 2. 14:00 | Izrael                                         | 89–87 (h. u.) | Finnország   | O2 Aréna, Prága Nézőszám: 5298 Játékvezetők: Ademir Zurapović (BIH), Ventsislav Velikov (BUL), Praksch Péter (HUN) |
| 2022. szeptember 2. 14:00 | (16–27, 24–13, 21–18, 18–21, 10–8) Jegyzőkönyv |               |              | O2 Aréna, Prága Nézőszám: 5298 Játékvezetők: Ademir Zurapović (BIH), Ventsislav Velikov (BUL), Praksch Péter (HUN) |
| 2022. szeptember 2. 14:00 | Avdija 23                                      | Pont          | Markkanen 33 | O2 Aréna, Prága Nézőszám: 5298 Játékvezetők: Ademir Zurapović (BIH), Ventsislav Velikov (BUL), Praksch Péter (HUN) |
| 2022. szeptember 2. 14:00 | Avdija 15                                      | Lepattanó     | Markkanen 12 | O2 Aréna, Prága Nézőszám: 5298 Játékvezetők: Ademir Zurapović (BIH), Ventsislav Velikov (BUL), Praksch Péter (HUN) |
| 2022. szeptember 2. 14:00 | Blatt 10                                       | Gólpassz      | Kantonen 4   | O2 Aréna, Prága Nézőszám: 5298 Játékvezetők: Ademir Zurapović (BIH), Ventsislav Velikov (BUL), Praksch Péter (HUN) |

| 2022. szeptember 2. 17:30 | Lengyelország                            | 99–84     | Csehország   | O2 Aréna, Prága Nézőszám: 10 992 Játékvezetők: Antonio Conde (ESP), Boris Krejić (SLO), Fernando Calatrava (ESP) |
| 2022. szeptember 2. 17:30 | (29–18, 17–28, 23–17, 30–21) Jegyzőkönyv |           |              | O2 Aréna, Prága Nézőszám: 10 992 Játékvezetők: Antonio Conde (ESP), Boris Krejić (SLO), Fernando Calatrava (ESP) |
| 2022. szeptember 2. 17:30 | Ponitka 26                               | Pont      | Veselý 17    | O2 Aréna, Prága Nézőszám: 10 992 Játékvezetők: Antonio Conde (ESP), Boris Krejić (SLO), Fernando Calatrava (ESP) |
| 2022. szeptember 2. 17:30 | Balcerowski, Sokołowski 7                | Lepattanó | Balvín 5     | O2 Aréna, Prága Nézőszám: 10 992 Játékvezetők: Antonio Conde (ESP), Boris Krejić (SLO), Fernando Calatrava (ESP) |
| 2022. szeptember 2. 17:30 | Ponitka 9                                | Gólpassz  | Satoranský 6 | O2 Aréna, Prága Nézőszám: 10 992 Játékvezetők: Antonio Conde (ESP), Boris Krejić (SLO), Fernando Calatrava (ESP) |

| 2022. szeptember 2. 21:00 | Szerbia                                  | 100–76    | Hollandia                 | O2 Aréna, Prága Nézőszám: 4808 Játékvezetők: Yener Yılmaz (TUR), Gvidas Gedvilas (LTU), Kerem Baki (TUR) |
| 2022. szeptember 2. 21:00 | (31–21, 20–17, 24–23, 25–15) Jegyzőkönyv |           |                           | O2 Aréna, Prága Nézőszám: 4808 Játékvezetők: Yener Yılmaz (TUR), Gvidas Gedvilas (LTU), Kerem Baki (TUR) |
| 2022. szeptember 2. 21:00 | Jokić 19                                 | Pont      | De Jong 28                | O2 Aréna, Prága Nézőszám: 4808 Játékvezetők: Yener Yılmaz (TUR), Gvidas Gedvilas (LTU), Kerem Baki (TUR) |
| 2022. szeptember 2. 21:00 | Jokić, Ristić 6                          | Lepattanó | Haarms 6                  | O2 Aréna, Prága Nézőszám: 4808 Játékvezetők: Yener Yılmaz (TUR), Gvidas Gedvilas (LTU), Kerem Baki (TUR) |
| 2022. szeptember 2. 21:00 | Micić 12                                 | Gólpassz  | Van der Vuurst de Vries 4 | O2 Aréna, Prága Nézőszám: 4808 Játékvezetők: Yener Yılmaz (TUR), Gvidas Gedvilas (LTU), Kerem Baki (TUR) |

| 2022. szeptember 3. 14:00 | Finnország                               | 89–59     | Lengyelország         | O2 Aréna, Prága Nézőszám: 8832 Játékvezetők: Ademir Zurapović (BIH), Boris Krejić (SLO), Gvidas Gedvilas (LTU) |
| 2022. szeptember 3. 14:00 | (26–16, 18–14, 20–14, 25–15) Jegyzőkönyv |           |                       | O2 Aréna, Prága Nézőszám: 8832 Játékvezetők: Ademir Zurapović (BIH), Boris Krejić (SLO), Gvidas Gedvilas (LTU) |
| 2022. szeptember 3. 14:00 | Salin 18                                 | Pont      | Ponitka, Sokołowski 8 | O2 Aréna, Prága Nézőszám: 8832 Játékvezetők: Ademir Zurapović (BIH), Boris Krejić (SLO), Gvidas Gedvilas (LTU) |
| 2022. szeptember 3. 14:00 | három játékos 5                          | Lepattanó | Dziewa 6              | O2 Aréna, Prága Nézőszám: 8832 Játékvezetők: Ademir Zurapović (BIH), Boris Krejić (SLO), Gvidas Gedvilas (LTU) |
| 2022. szeptember 3. 14:00 | Salin 6                                  | Gólpassz  | Ponitka 5             | O2 Aréna, Prága Nézőszám: 8832 Játékvezetők: Ademir Zurapović (BIH), Boris Krejić (SLO), Gvidas Gedvilas (LTU) |

| 2022. szeptember 3. 17:30 | Csehország                               | 68–81     | Szerbia  | O2 Aréna, Prága Nézőszám: 15 067 Játékvezetők: Antonio Conde (ESP), Kerem Baki (TUR), Fernando Calatrava (ESP) |
| 2022. szeptember 3. 17:30 | (15–20, 10–23, 24–17, 19–21) Jegyzőkönyv |           |          | O2 Aréna, Prága Nézőszám: 15 067 Játékvezetők: Antonio Conde (ESP), Kerem Baki (TUR), Fernando Calatrava (ESP) |
| 2022. szeptember 3. 17:30 | Hruban, Krejci 13                        | Pont      | Jokić 18 | O2 Aréna, Prága Nézőszám: 15 067 Játékvezetők: Antonio Conde (ESP), Kerem Baki (TUR), Fernando Calatrava (ESP) |
| 2022. szeptember 3. 17:30 | Balvín 9                                 | Lepattanó | Jokić 11 | O2 Aréna, Prága Nézőszám: 15 067 Játékvezetők: Antonio Conde (ESP), Kerem Baki (TUR), Fernando Calatrava (ESP) |
| 2022. szeptember 3. 17:30 | Sehnal 7                                 | Gólpassz  | Micić 6  | O2 Aréna, Prága Nézőszám: 15 067 Játékvezetők: Antonio Conde (ESP), Kerem Baki (TUR), Fernando Calatrava (ESP) |

| 2022. szeptember 3. 21:00 | Hollandia                                | 67–74     | Izrael    | O2 Aréna, Prága Nézőszám: 3114 Játékvezetők: Yener Yılmaz (TUR), Alexandre Deman (FRA), Praksch Péter (HUN) |
| 2022. szeptember 3. 21:00 | (18–18, 22–14, 11–18, 16–24) Jegyzőkönyv |           |           | O2 Aréna, Prága Nézőszám: 3114 Játékvezetők: Yener Yılmaz (TUR), Alexandre Deman (FRA), Praksch Péter (HUN) |
| 2022. szeptember 3. 21:00 | De Jong 12                               | Pont      | Avdija 21 | O2 Aréna, Prága Nézőszám: 3114 Játékvezetők: Yener Yılmaz (TUR), Alexandre Deman (FRA), Praksch Péter (HUN) |
| 2022. szeptember 3. 21:00 | Kherrazi 6                               | Lepattanó | Sorkin 6  | O2 Aréna, Prága Nézőszám: 3114 Játékvezetők: Yener Yılmaz (TUR), Alexandre Deman (FRA), Praksch Péter (HUN) |
| 2022. szeptember 3. 21:00 | Van der Vuurst de Vries 5                | Gólpassz  | Blatt 4   | O2 Aréna, Prága Nézőszám: 3114 Játékvezetők: Yener Yılmaz (TUR), Alexandre Deman (FRA), Praksch Péter (HUN) |

| 2022. szeptember 5. 14:00 | Lengyelország                            | 89–87     | Izrael       | O2 Aréna, Prága Nézőszám: 5298 Játékvezetők: Ademir Zurapović (BIH), Ventsislav Velikov (BUL), Praksch Péter (HUN) |
| 2022. szeptember 5. 14:00 | (23–16, 16–17, 29–23, 17–20) Jegyzőkönyv |           |              | O2 Aréna, Prága Nézőszám: 5298 Játékvezetők: Ademir Zurapović (BIH), Ventsislav Velikov (BUL), Praksch Péter (HUN) |
| 2022. szeptember 5. 14:00 | Avdija 23                                | Pont      | Markkanen 33 | O2 Aréna, Prága Nézőszám: 5298 Játékvezetők: Ademir Zurapović (BIH), Ventsislav Velikov (BUL), Praksch Péter (HUN) |
| 2022. szeptember 5. 14:00 | Avdija 15                                | Lepattanó | Markkanen 12 | O2 Aréna, Prága Nézőszám: 5298 Játékvezetők: Ademir Zurapović (BIH), Ventsislav Velikov (BUL), Praksch Péter (HUN) |
| 2022. szeptember 5. 14:00 | Blatt 10                                 | Gólpassz  | Kantonen 4   | O2 Aréna, Prága Nézőszám: 5298 Játékvezetők: Ademir Zurapović (BIH), Ventsislav Velikov (BUL), Praksch Péter (HUN) |

| 2022. szeptember 5. 17:30 | Csehország                               | 88–80     | Hollandia       | O2 Aréna, Prága Nézőszám: 8063 Játékvezetők: Ademir Zurapović (BIH), Boris Krejić (SLO), Gintaras Mačiulis (LTU) |
| 2022. szeptember 5. 17:30 | (24–14, 26–13, 16–30, 22–23) Jegyzőkönyv |           |                 | O2 Aréna, Prága Nézőszám: 8063 Játékvezetők: Ademir Zurapović (BIH), Boris Krejić (SLO), Gintaras Mačiulis (LTU) |
| 2022. szeptember 5. 17:30 | Veselý 24                                | Pont      | Franke 22       | O2 Aréna, Prága Nézőszám: 8063 Játékvezetők: Ademir Zurapović (BIH), Boris Krejić (SLO), Gintaras Mačiulis (LTU) |
| 2022. szeptember 5. 17:30 | Veselý 7                                 | Lepattanó | Edwards 9       | O2 Aréna, Prága Nézőszám: 8063 Játékvezetők: Ademir Zurapović (BIH), Boris Krejić (SLO), Gintaras Mačiulis (LTU) |
| 2022. szeptember 5. 17:30 | Kyzlink 9                                | Gólpassz  | három játékos 5 | O2 Aréna, Prága Nézőszám: 8063 Játékvezetők: Ademir Zurapović (BIH), Boris Krejić (SLO), Gintaras Mačiulis (LTU) |

| 2022. szeptember 5. 21:00 | Szerbia                                  | 100–70    | Finnország   | O2 Aréna, Prága Nézőszám: 6203 Játékvezetők: Yener Yılmaz (TUR), Fernando Calatrava (ESP), Gvidas Gedvilas (LTU) |
| 2022. szeptember 5. 21:00 | (33–22, 29–12, 14–14, 24–22) Jegyzőkönyv |           |              | O2 Aréna, Prága Nézőszám: 6203 Játékvezetők: Yener Yılmaz (TUR), Fernando Calatrava (ESP), Gvidas Gedvilas (LTU) |
| 2022. szeptember 5. 21:00 | Micić, Nedović 14                        | Pont      | Markkanen 18 | O2 Aréna, Prága Nézőszám: 6203 Játékvezetők: Yener Yılmaz (TUR), Fernando Calatrava (ESP), Gvidas Gedvilas (LTU) |
| 2022. szeptember 5. 21:00 | Jokić 14                                 | Lepattanó | Markkanen 7  | O2 Aréna, Prága Nézőszám: 6203 Játékvezetők: Yener Yılmaz (TUR), Fernando Calatrava (ESP), Gvidas Gedvilas (LTU) |
| 2022. szeptember 5. 21:00 | Jokić, Micić 7                           | Gólpassz  | Markkanen 5  | O2 Aréna, Prága Nézőszám: 6203 Játékvezetők: Yener Yılmaz (TUR), Fernando Calatrava (ESP), Gvidas Gedvilas (LTU) |

| 2022. szeptember 6. 14:00 | Hollandia                                | 69–75     | Lengyelország | O2 Aréna, Prága Nézőszám: 1867 Játékvezetők: Fernando Calatrava (ESP), Ventsislav Velikov (BUL), Praksch Péter (HUN) |
| 2022. szeptember 6. 14:00 | (20–19, 20–12, 15–17, 14–27) Jegyzőkönyv |           |               | O2 Aréna, Prága Nézőszám: 1867 Játékvezetők: Fernando Calatrava (ESP), Ventsislav Velikov (BUL), Praksch Péter (HUN) |
| 2022. szeptember 6. 14:00 | Kloof 26                                 | Pont      | Sokołowski 24 | O2 Aréna, Prága Nézőszám: 1867 Játékvezetők: Fernando Calatrava (ESP), Ventsislav Velikov (BUL), Praksch Péter (HUN) |
| 2022. szeptember 6. 14:00 | Haarms, Kherrazi 4                       | Lepattanó | Balcerowski 7 | O2 Aréna, Prága Nézőszám: 1867 Játékvezetők: Fernando Calatrava (ESP), Ventsislav Velikov (BUL), Praksch Péter (HUN) |
| 2022. szeptember 6. 14:00 | Kloof, Van der Vuurst de Vries 4         | Gólpassz  | Ponitka 5     | O2 Aréna, Prága Nézőszám: 1867 Játékvezetők: Fernando Calatrava (ESP), Ventsislav Velikov (BUL), Praksch Péter (HUN) |

| 2022. szeptember 6. 17:30 | Finnország                               | 98–88     | Csehország    | O2 Aréna, Prága Nézőszám: 10 381 Játékvezetők: Antonio Conde (ESP), Boris Krejić (SLO), Kerem Baki (TUR) |
| 2022. szeptember 6. 17:30 | (29–18, 22–27, 21–14, 26–29) Jegyzőkönyv |           |               | O2 Aréna, Prága Nézőszám: 10 381 Játékvezetők: Antonio Conde (ESP), Boris Krejić (SLO), Kerem Baki (TUR) |
| 2022. szeptember 6. 17:30 | Markkanen 34                             | Pont      | Hruban 22     | O2 Aréna, Prága Nézőszám: 10 381 Játékvezetők: Antonio Conde (ESP), Boris Krejić (SLO), Kerem Baki (TUR) |
| 2022. szeptember 6. 17:30 | Markkanen 10                             | Lepattanó | Veselý 6      | O2 Aréna, Prága Nézőszám: 10 381 Játékvezetők: Antonio Conde (ESP), Boris Krejić (SLO), Kerem Baki (TUR) |
| 2022. szeptember 6. 17:30 | Maxhuni 6                                | Gólpassz  | Satoranský 10 | O2 Aréna, Prága Nézőszám: 10 381 Játékvezetők: Antonio Conde (ESP), Boris Krejić (SLO), Kerem Baki (TUR) |

| 2022. szeptember 6. 21:00 | Izrael                                   | 78–89     | Szerbia  | O2 Aréna, Prága Nézőszám: 3289 Játékvezetők: Ademir Zurapović (BIH), Yener Yılmaz (TUR), Gintaras Mačiulis (LTU) |
| 2022. szeptember 6. 21:00 | (18–24, 20–26, 20–15, 20–24) Jegyzőkönyv |           |          | O2 Aréna, Prága Nézőszám: 3289 Játékvezetők: Ademir Zurapović (BIH), Yener Yılmaz (TUR), Gintaras Mačiulis (LTU) |
| 2022. szeptember 6. 21:00 | Madar 20                                 | Pont      | Jokić 29 | O2 Aréna, Prága Nézőszám: 3289 Játékvezetők: Ademir Zurapović (BIH), Yener Yılmaz (TUR), Gintaras Mačiulis (LTU) |
| 2022. szeptember 6. 21:00 | Sorkin 9                                 | Lepattanó | Jokić 11 | O2 Aréna, Prága Nézőszám: 3289 Játékvezetők: Ademir Zurapović (BIH), Yener Yılmaz (TUR), Gintaras Mačiulis (LTU) |
| 2022. szeptember 6. 21:00 | Avdija 5                                 | Gólpassz  | Jokić 5  | O2 Aréna, Prága Nézőszám: 3289 Játékvezetők: Ademir Zurapović (BIH), Yener Yılmaz (TUR), Gintaras Mačiulis (LTU) |

| 2022. szeptember 8. 14:00 | Finnország                               | 88–67     | Hollandia                 | O2 Aréna, Prága Nézőszám: 4619 Játékvezetők: Yener Yılmaz (TUR), Ventsislav Velikov (BUL), Gintaras Mačiulis (LTU) |
| 2022. szeptember 8. 14:00 | (26–11, 22–20, 28–18, 12–18) Jegyzőkönyv |           |                           | O2 Aréna, Prága Nézőszám: 4619 Játékvezetők: Yener Yılmaz (TUR), Ventsislav Velikov (BUL), Gintaras Mačiulis (LTU) |
| 2022. szeptember 8. 14:00 | Markkanen 22                             | Pont      | De Jong 21                | O2 Aréna, Prága Nézőszám: 4619 Játékvezetők: Yener Yılmaz (TUR), Ventsislav Velikov (BUL), Gintaras Mačiulis (LTU) |
| 2022. szeptember 8. 14:00 | Madsen 6                                 | Lepattanó | Edwards, Hammink 5        | O2 Aréna, Prága Nézőszám: 4619 Játékvezetők: Yener Yılmaz (TUR), Ventsislav Velikov (BUL), Gintaras Mačiulis (LTU) |
| 2022. szeptember 8. 14:00 | Maxhuni 5                                | Gólpassz  | Van der Vuurst de Vries 5 | O2 Aréna, Prága Nézőszám: 4619 Játékvezetők: Yener Yılmaz (TUR), Ventsislav Velikov (BUL), Gintaras Mačiulis (LTU) |

| 2022. szeptember 8. 17:30 | Csehország                               | 88–77     | Izrael    | O2 Aréna, Prága Nézőszám: 12 174 Játékvezetők: Ademir Zurapović (BIH), Boris Krejić (SLO), Gvidas Gedvilas (LTU) |
| 2022. szeptember 8. 17:30 | (26–17, 27–20, 14–25, 21–15) Jegyzőkönyv |           |           | O2 Aréna, Prága Nézőszám: 12 174 Játékvezetők: Ademir Zurapović (BIH), Boris Krejić (SLO), Gvidas Gedvilas (LTU) |
| 2022. szeptember 8. 17:30 | Hruban 25                                | Pont      | Madar 16  | O2 Aréna, Prága Nézőszám: 12 174 Játékvezetők: Ademir Zurapović (BIH), Boris Krejić (SLO), Gvidas Gedvilas (LTU) |
| 2022. szeptember 8. 17:30 | Satoranský 8                             | Lepattanó | Avdija 8  | O2 Aréna, Prága Nézőszám: 12 174 Játékvezetők: Ademir Zurapović (BIH), Boris Krejić (SLO), Gvidas Gedvilas (LTU) |
| 2022. szeptember 8. 17:30 | Satoranský 11                            | Gólpassz  | Avdija 11 | O2 Aréna, Prága Nézőszám: 12 174 Játékvezetők: Ademir Zurapović (BIH), Boris Krejić (SLO), Gvidas Gedvilas (LTU) |

| 2022. szeptember 8. 21:00 | Szerbia                                  | 96–69     | Lengyelország | O2 Aréna, Prága Nézőszám: 4903 Játékvezetők: Antonio Conde (ESP), Kerem Baki (TUR), Fernando Calatrava (ESP) |
| 2022. szeptember 8. 21:00 | (28–14, 24–19, 20–17, 24–19) Jegyzőkönyv |           |               | O2 Aréna, Prága Nézőszám: 4903 Játékvezetők: Antonio Conde (ESP), Kerem Baki (TUR), Fernando Calatrava (ESP) |
| 2022. szeptember 8. 21:00 | Jokić 19                                 | Pont      | Michalak 17   | O2 Aréna, Prága Nézőszám: 4903 Játékvezetők: Antonio Conde (ESP), Kerem Baki (TUR), Fernando Calatrava (ESP) |
| 2022. szeptember 8. 21:00 | Jokić 5                                  | Lepattanó | Olejniczak 5  | O2 Aréna, Prága Nézőszám: 4903 Játékvezetők: Antonio Conde (ESP), Kerem Baki (TUR), Fernando Calatrava (ESP) |
| 2022. szeptember 8. 21:00 | Micić 9                                  | Gólpassz  | Ponitka 6     | O2 Aréna, Prága Nézőszám: 4903 Játékvezetők: Antonio Conde (ESP), Kerem Baki (TUR), Fernando Calatrava (ESP) |

## Egyenes kieséses szakasz
|  |                |               |                |                |                |                |                |               |               |               |                |                |                |  |  |       |       |       |
|  | Nyolcaddöntők  | Nyolcaddöntők | Nyolcaddöntők  |                |                | Negyeddöntők   | Negyeddöntők   | Negyeddöntők  |               |               | Elődöntők      | Elődöntők      | Elődöntők      |  |  | Döntő | Döntő | Döntő |
|  | Nyolcaddöntők  | Nyolcaddöntők | Nyolcaddöntők  |                |                | Negyeddöntők   | Negyeddöntők   | Negyeddöntők  |               |               | Elődöntők      | Elődöntők      | Elődöntők      |  |  | Döntő | Döntő | Döntő |
|  | szeptember 10. |               |                |                |                |                |                |               |               |               |                |                |                |  |  |       |       |       |
|  |                |               |                |                |                |                |                |               |               |               |                |                |                |  |  |       |       |       |
|  | B2             | Németország   | 85             |                |                |                |                |               |               |               |                |                |                |  |  |       |       |       |
|  | B2             | Németország   | 85             | szeptember 13. |                |                |                |               |               |               |                |                |                |  |  |       |       |       |
|  | A3             | Montenegró    | 79             |                |                |                |                |               |               |               |                |                |                |  |  |       |       |       |
|  | A3             | Montenegró    | 79             |                |                | Németország    | Németország    | 107           |               |               |                |                |                |  |  |       |       |       |
|  | szeptember 11. |               |                |                |                | Németország    | Németország    | 107           |               |               |                |                |                |  |  |       |       |       |
|  |                |               | Görögország    | Görögország    | 96             |                |                |               |               |               |                |                |                |  |  |       |       |       |
|  | C1             | Görögország   | Görögország    | Görögország    | 96             | 94             |                |               |               |               |                |                |                |  |  |       |       |       |
|  | C1             | Görögország   |                |                |                | 94             | szeptember 16. |               |               |               |                |                |                |  |  |       |       |       |
|  | D4             | Csehország    | 88             |                |                |                |                |               |               |               |                |                |                |  |  |       |       |       |
|  | D4             | Csehország    | 88             |                |                | Németország    | Németország    | 91            |               |               |                |                |                |  |  |       |       |       |
|  | szeptember 10. |               |                |                |                | Németország    | Németország    | 91            |               |               |                |                |                |  |  |       |       |       |
|  |                |               | Spanyolország  | Spanyolország  | 96             |                |                |               |               |               |                |                |                |  |  |       |       |       |
|  | A1             | Spanyolország | Spanyolország  | Spanyolország  | 96             | 102            |                |               |               |               |                |                |                |  |  |       |       |       |
|  | A1             | Spanyolország | szeptember 13. |                |                | 102            |                |               |               |               |                |                |                |  |  |       |       |       |
|  | B4             | Litvánia      | 94             |                |                |                |                |               |               |               |                |                |                |  |  |       |       |       |
|  | B4             | Litvánia      | 94             |                |                | Spanyolország  | Spanyolország  | 100           |               |               |                |                |                |  |  |       |       |       |
|  | szeptember 11. |               |                |                |                | Spanyolország  | Spanyolország  | 100           |               |               |                |                |                |  |  |       |       |       |
|  |                |               | Finnország     | Finnország     | 90             |                |                |               |               |               |                |                |                |  |  |       |       |       |
|  | D2             | Finnország    | Finnország     | Finnország     | 90             | 94             |                |               |               |               |                |                |                |  |  |       |       |       |
|  | D2             | Finnország    |                |                |                | 94             | szeptember 18. |               |               |               |                |                |                |  |  |       |       |       |
|  | C3             | Horvátország  | 86             |                |                |                |                |               |               |               |                |                |                |  |  |       |       |       |
|  | C3             | Horvátország  | 86             |                |                | Spanyolország  | Spanyolország  | 88            |               |               |                |                |                |  |  |       |       |       |
|  | szeptember 10. |               |                |                |                | Spanyolország  | Spanyolország  | 88            |               |               |                |                |                |  |  |       |       |       |
|  |                |               | Franciaország  | Franciaország  | 76             |                |                |               |               |               |                |                |                |  |  |       |       |       |
|  | B1             | Szlovénia     | Franciaország  | Franciaország  | 76             | 88             |                |               |               |               |                |                |                |  |  |       |       |       |
|  | B1             | Szlovénia     | szeptember 14. |                |                | 88             |                |               |               |               |                |                |                |  |  |       |       |       |
|  | A4             | Belgium       | 72             |                |                |                |                |               |               |               |                |                |                |  |  |       |       |       |
|  | A4             | Belgium       | 72             |                |                | Szlovénia      | Szlovénia      | 87            |               |               |                |                |                |  |  |       |       |       |
|  | szeptember 11. |               |                |                |                | Szlovénia      | Szlovénia      | 87            |               |               |                |                |                |  |  |       |       |       |
|  |                |               | Lengyelország  | Lengyelország  | 90             |                |                |               |               |               |                |                |                |  |  |       |       |       |
|  | C2             | Ukrajna       | Lengyelország  | Lengyelország  | 90             | 86             |                |               |               |               |                |                |                |  |  |       |       |       |
|  | C2             | Ukrajna       |                |                |                | 86             | szeptember 16. |               |               |               |                |                |                |  |  |       |       |       |
|  | D3             | Lengyelország | 94             |                |                |                |                |               |               |               |                |                |                |  |  |       |       |       |
|  | D3             | Lengyelország | 94             |                |                | Lengyelország  | Lengyelország  | 54            |               |               |                |                |                |  |  |       |       |       |
|  | szeptember 10. |               |                |                |                | Lengyelország  | Lengyelország  | 54            |               |               |                |                |                |  |  |       |       |       |
|  |                |               | Franciaország  | Franciaország  | 95             |                |                | Bronzmérkőzés | Bronzmérkőzés | Bronzmérkőzés |                |                |                |  |  |       |       |       |
|  | A2             | Törökország   | Franciaország  | Franciaország  | 95             | 86             |                |               |               | Bronzmérkőzés |                |                |                |  |  |       |       |       |
|  | A2             | Törökország   |                |                | szeptember 14. | szeptember 14. | szeptember 14. |               |               |               | szeptember 18. | szeptember 18. | szeptember 18. |  |  |       |       |       |
|  | B3             | Franciaország | 87             |                | szeptember 14. | szeptember 14. | szeptember 14. |               |               |               | szeptember 18. | szeptember 18. | szeptember 18. |  |  |       |       |       |
|  | B3             | Franciaország | 87             |                |                | Franciaország  | Franciaország  | 93            | Németország   | Németország   | 82             |                |                |  |  |       |       |       |
|  | szeptember 11. |               |                |                |                | Franciaország  | Franciaország  | 93            | Németország   | Németország   | 82             |                |                |  |  |       |       |       |
|  |                |               | Olaszország    | Olaszország    | 85             |                |                | Lengyelország | Lengyelország | 69            |                |                |                |  |  |       |       |       |
|  | D1             | Szerbia       | Olaszország    | Olaszország    | 85             | 86             |                | Lengyelország | Lengyelország | 69            |                |                |                |  |  |       |       |       |
|  | D1             | Szerbia       |                |                |                |                |                |               |               |               |                |                |                |  |  |       |       |       |
|  | C4             | Olaszország   | 94             |                |                |                |                |               |               |               |                |                |                |  |  |       |       |       |
|  | C4             | Olaszország   | 94             |                |                |                |                |               |               |               |                |                |                |  |  |       |       |       |

### Nyolcaddöntők
| 2022. szeptember 10. 12:00 | Törökország                                   | 86–87 (h. u.) | Franciaország | Mercedes-Benz Aréna, Berlin Nézőszám: 9411 Játékvezetők: Antonio Conde (ESP), Boris Krejić (SLO), Martin Horozov (BUL) |
| 2022. szeptember 10. 12:00 | (11–18, 24–25, 22–6, 20–28, 9–10) Jegyzőkönyv |               |               | Mercedes-Benz Aréna, Berlin Nézőszám: 9411 Játékvezetők: Antonio Conde (ESP), Boris Krejić (SLO), Martin Horozov (BUL) |
| 2022. szeptember 10. 12:00 | Tuncer 22                                     | Pont          | Gobert 20     | Mercedes-Benz Aréna, Berlin Nézőszám: 9411 Játékvezetők: Antonio Conde (ESP), Boris Krejić (SLO), Martin Horozov (BUL) |
| 2022. szeptember 10. 12:00 | Şanlı 7                                       | Lepattanó     | Gobert 17     | Mercedes-Benz Aréna, Berlin Nézőszám: 9411 Játékvezetők: Antonio Conde (ESP), Boris Krejić (SLO), Martin Horozov (BUL) |
| 2022. szeptember 10. 12:00 | Hazer 6                                       | Gólpassz      | Heurtel 7     | Mercedes-Benz Aréna, Berlin Nézőszám: 9411 Játékvezetők: Antonio Conde (ESP), Boris Krejić (SLO), Martin Horozov (BUL) |

| 2022. szeptember 10. 14:45 | Szlovénia                                | 88–72     | Belgium    | Mercedes-Benz Aréna, Berlin Nézőszám: 9774 Játékvezetők: Saverio Lanzarini (ITA), Fernando Calatrava (ESP), Gvidas Gedvilas (LTU) |
| 2022. szeptember 10. 14:45 | (24–19, 20–22, 19–19, 25–12) Jegyzőkönyv |           |            | Mercedes-Benz Aréna, Berlin Nézőszám: 9774 Játékvezetők: Saverio Lanzarini (ITA), Fernando Calatrava (ESP), Gvidas Gedvilas (LTU) |
| 2022. szeptember 10. 14:45 | Dončić 35                                | Pont      | Lecomte 16 | Mercedes-Benz Aréna, Berlin Nézőszám: 9774 Játékvezetők: Saverio Lanzarini (ITA), Fernando Calatrava (ESP), Gvidas Gedvilas (LTU) |
| 2022. szeptember 10. 14:45 | Čančar 7                                 | Lepattanó | Gillet 10  | Mercedes-Benz Aréna, Berlin Nézőszám: 9774 Játékvezetők: Saverio Lanzarini (ITA), Fernando Calatrava (ESP), Gvidas Gedvilas (LTU) |
| 2022. szeptember 10. 14:45 | Dončić 5                                 | Gólpassz  | Obasohan 4 | Mercedes-Benz Aréna, Berlin Nézőszám: 9774 Játékvezetők: Saverio Lanzarini (ITA), Fernando Calatrava (ESP), Gvidas Gedvilas (LTU) |

| 2022. szeptember 10. 18:00 | Németország                              | 85–79     | Montenegró  | Mercedes-Benz Aréna, Berlin Nézőszám: 12 938 Játékvezetők: Luis Castillo (ESP), Mārtiņš Kozlovskis (LAT), Paulo Marques (POR) |
| 2022. szeptember 10. 18:00 | (19–10, 29–14, 19–26, 18–29) Jegyzőkönyv |           |             | Mercedes-Benz Aréna, Berlin Nézőszám: 12 938 Játékvezetők: Luis Castillo (ESP), Mārtiņš Kozlovskis (LAT), Paulo Marques (POR) |
| 2022. szeptember 10. 18:00 | Schröder 22                              | Pont      | Perry 25    | Mercedes-Benz Aréna, Berlin Nézőszám: 12 938 Játékvezetők: Luis Castillo (ESP), Mārtiņš Kozlovskis (LAT), Paulo Marques (POR) |
| 2022. szeptember 10. 18:00 | Wagner 5                                 | Lepattanó | Simonović 9 | Mercedes-Benz Aréna, Berlin Nézőszám: 12 938 Játékvezetők: Luis Castillo (ESP), Mārtiņš Kozlovskis (LAT), Paulo Marques (POR) |
| 2022. szeptember 10. 18:00 | Schröder 8                               | Gólpassz  | Perry 6     | Mercedes-Benz Aréna, Berlin Nézőszám: 12 938 Játékvezetők: Luis Castillo (ESP), Mārtiņš Kozlovskis (LAT), Paulo Marques (POR) |

| 2022. szeptember 10. 20:45 | Spanyolország                            | 102–94    | Litvánia      | Mercedes-Benz Aréna, Berlin Nézőszám: 12 938 Játékvezetők: Yohan Rosso (FRA), Ademir Zurapović (BIH), Aleksandar Glišić (SRB) |
| 2022. szeptember 10. 20:45 | (19–20, 21–25, 23–23, 20–15) Jegyzőkönyv |           |               | Mercedes-Benz Aréna, Berlin Nézőszám: 12 938 Játékvezetők: Yohan Rosso (FRA), Ademir Zurapović (BIH), Aleksandar Glišić (SRB) |
| 2022. szeptember 10. 20:45 | Brown 28                                 | Pont      | Kuzminskas 18 | Mercedes-Benz Aréna, Berlin Nézőszám: 12 938 Játékvezetők: Yohan Rosso (FRA), Ademir Zurapović (BIH), Aleksandar Glišić (SRB) |
| 2022. szeptember 10. 20:45 | Garuba, W. Hernangómez 8                 | Lepattanó | Sabonis 9     | Mercedes-Benz Aréna, Berlin Nézőszám: 12 938 Játékvezetők: Yohan Rosso (FRA), Ademir Zurapović (BIH), Aleksandar Glišić (SRB) |
| 2022. szeptember 10. 20:45 | Brown 8                                  | Gólpassz  | Jokubaitis 5  | Mercedes-Benz Aréna, Berlin Nézőszám: 12 938 Játékvezetők: Yohan Rosso (FRA), Ademir Zurapović (BIH), Aleksandar Glišić (SRB) |

| 2022. szeptember 11. 12:00 | Ukrajna                                  | 86–94     | Lengyelország | Mercedes-Benz Aréna, Berlin Nézőszám: 6865 Játékvezetők: Ademir Zurapović (BIH), Nicolas Maestre (FRA), Carsten Straube (GER) |
| 2022. szeptember 11. 12:00 | (21–24, 24–18, 22–27, 19–25) Jegyzőkönyv |           |               | Mercedes-Benz Aréna, Berlin Nézőszám: 6865 Játékvezetők: Ademir Zurapović (BIH), Nicolas Maestre (FRA), Carsten Straube (GER) |
| 2022. szeptember 11. 12:00 | Bobrov 15                                | Pont      | Slaughter 24  | Mercedes-Benz Aréna, Berlin Nézőszám: 6865 Játékvezetők: Ademir Zurapović (BIH), Nicolas Maestre (FRA), Carsten Straube (GER) |
| 2022. szeptember 11. 12:00 | Len, Mykhailiuk 8                        | Lepattanó | Ponitka 9     | Mercedes-Benz Aréna, Berlin Nézőszám: 6865 Játékvezetők: Ademir Zurapović (BIH), Nicolas Maestre (FRA), Carsten Straube (GER) |
| 2022. szeptember 11. 12:00 | Sanon 8                                  | Gólpassz  | Ponitka 6     | Mercedes-Benz Aréna, Berlin Nézőszám: 6865 Játékvezetők: Ademir Zurapović (BIH), Nicolas Maestre (FRA), Carsten Straube (GER) |

| 2022. szeptember 11. 14:45 | Finnország                               | 94–86     | Horvátország  | Mercedes-Benz Aréna, Berlin Nézőszám: 6904 Játékvezetők: Saverio Lanzarini (ITA), Mārtiņš Kozlovskis (LAT), Lorenzo Baldini (ITA) |
| 2022. szeptember 11. 14:45 | (20–21, 25–22, 22–22, 27–21) Jegyzőkönyv |           |               | Mercedes-Benz Aréna, Berlin Nézőszám: 6904 Játékvezetők: Saverio Lanzarini (ITA), Mārtiņš Kozlovskis (LAT), Lorenzo Baldini (ITA) |
| 2022. szeptember 11. 14:45 | Markkanen 43                             | Pont      | Bogdanović 23 | Mercedes-Benz Aréna, Berlin Nézőszám: 6904 Játékvezetők: Saverio Lanzarini (ITA), Mārtiņš Kozlovskis (LAT), Lorenzo Baldini (ITA) |
| 2022. szeptember 11. 14:45 | Markkanen 9                              | Lepattanó | Šarić 9       | Mercedes-Benz Aréna, Berlin Nézőszám: 6904 Játékvezetők: Saverio Lanzarini (ITA), Mārtiņš Kozlovskis (LAT), Lorenzo Baldini (ITA) |
| 2022. szeptember 11. 14:45 | három játékos 3                          | Gólpassz  | Šarić 6       | Mercedes-Benz Aréna, Berlin Nézőszám: 6904 Játékvezetők: Saverio Lanzarini (ITA), Mārtiņš Kozlovskis (LAT), Lorenzo Baldini (ITA) |

| 2022. szeptember 11. 18:00 | Szerbia                                  | 86–94     | Olaszország | Mercedes-Benz Aréna, Berlin Nézőszám: 9788 Játékvezetők: Antonio Conde (ESP), Yener Yılmaz (TUR), Martin Horozov (BUL) |
| 2022. szeptember 11. 18:00 | (28–20, 23–25, 17–21, 18–28) Jegyzőkönyv |           |             | Mercedes-Benz Aréna, Berlin Nézőszám: 9788 Játékvezetők: Antonio Conde (ESP), Yener Yılmaz (TUR), Martin Horozov (BUL) |
| 2022. szeptember 11. 18:00 | Jokić 32                                 | Pont      | Spissu 22   | Mercedes-Benz Aréna, Berlin Nézőszám: 9788 Játékvezetők: Antonio Conde (ESP), Yener Yılmaz (TUR), Martin Horozov (BUL) |
| 2022. szeptember 11. 18:00 | Jokić 13                                 | Lepattanó | Polonara 8  | Mercedes-Benz Aréna, Berlin Nézőszám: 9788 Játékvezetők: Antonio Conde (ESP), Yener Yılmaz (TUR), Martin Horozov (BUL) |
| 2022. szeptember 11. 18:00 | Micić 8                                  | Gólpassz  | Spissu 6    | Mercedes-Benz Aréna, Berlin Nézőszám: 9788 Játékvezetők: Antonio Conde (ESP), Yener Yılmaz (TUR), Martin Horozov (BUL) |

| 2022. szeptember 11. 20:45 | Görögország                              | 94–88     | Csehország    | Mercedes-Benz Aréna, Berlin Nézőszám: 9814 Játékvezetők: Yohan Rosso (FRA), Oskars Lucis (LAT), Kerem Baki (TUR) |
| 2022. szeptember 11. 20:45 | (20–20, 21–25, 22–22, 31–21) Jegyzőkönyv |           |               | Mercedes-Benz Aréna, Berlin Nézőszám: 9814 Játékvezetők: Yohan Rosso (FRA), Oskars Lucis (LAT), Kerem Baki (TUR) |
| 2022. szeptember 11. 20:45 | J. Antetokúnmpo 27                       | Pont      | Veselý 21     | Mercedes-Benz Aréna, Berlin Nézőszám: 9814 Játékvezetők: Yohan Rosso (FRA), Oskars Lucis (LAT), Kerem Baki (TUR) |
| 2022. szeptember 11. 20:45 | J. Andetokumbo 10                        | Lepattanó | Satoranský 8  | Mercedes-Benz Aréna, Berlin Nézőszám: 9814 Játékvezetők: Yohan Rosso (FRA), Oskars Lucis (LAT), Kerem Baki (TUR) |
| 2022. szeptember 11. 20:45 | Calathes 6                               | Gólpassz  | Satoranský 17 | Mercedes-Benz Aréna, Berlin Nézőszám: 9814 Játékvezetők: Yohan Rosso (FRA), Oskars Lucis (LAT), Kerem Baki (TUR) |

### Negyeddöntők
| 2022. szeptember 13. 17:15 | Spanyolország                            | 100–90    | Finnország   | Mercedes-Benz Aréna, Berlin Nézőszám: 7935 Játékvezetők: Yohan Rosso (FRA), Martin Horozov (BUL), Kerem Baki (TUR) |
| 2022. szeptember 13. 17:15 | (19–30, 24–22, 30–15, 27–23) Jegyzőkönyv |           |              | Mercedes-Benz Aréna, Berlin Nézőszám: 7935 Játékvezetők: Yohan Rosso (FRA), Martin Horozov (BUL), Kerem Baki (TUR) |
| 2022. szeptember 13. 17:15 | W. Hernangómez 27                        | Pont      | Markkanen 28 | Mercedes-Benz Aréna, Berlin Nézőszám: 7935 Játékvezetők: Yohan Rosso (FRA), Martin Horozov (BUL), Kerem Baki (TUR) |
| 2022. szeptember 13. 17:15 | Garuba 6                                 | Lepattanó | Markkanen 11 | Mercedes-Benz Aréna, Berlin Nézőszám: 7935 Játékvezetők: Yohan Rosso (FRA), Martin Horozov (BUL), Kerem Baki (TUR) |
| 2022. szeptember 13. 17:15 | Brown 11                                 | Gólpassz  | Little 6     | Mercedes-Benz Aréna, Berlin Nézőszám: 7935 Játékvezetők: Yohan Rosso (FRA), Martin Horozov (BUL), Kerem Baki (TUR) |

| 2022. szeptember 13. 20:30 | Németország                              | 107–96    | Görögország        | Mercedes-Benz Aréna, Berlin Nézőszám: 14 073 Játékvezetők: Ademir Zurapović (BIH), Saverio Lanzarini (ITA), Boris Krejić (SLO) |
| 2022. szeptember 13. 20:30 | (31–27, 26–34, 26–10, 24–25) Jegyzőkönyv |           |                    | Mercedes-Benz Aréna, Berlin Nézőszám: 14 073 Játékvezetők: Ademir Zurapović (BIH), Saverio Lanzarini (ITA), Boris Krejić (SLO) |
| 2022. szeptember 13. 20:30 | Schröder 26                              | Pont      | J. Antetokúnmpo 31 | Mercedes-Benz Aréna, Berlin Nézőszám: 14 073 Játékvezetők: Ademir Zurapović (BIH), Saverio Lanzarini (ITA), Boris Krejić (SLO) |
| 2022. szeptember 13. 20:30 | Theis 16                                 | Lepattanó | J. Andetokumbo 7   | Mercedes-Benz Aréna, Berlin Nézőszám: 14 073 Játékvezetők: Ademir Zurapović (BIH), Saverio Lanzarini (ITA), Boris Krejić (SLO) |
| 2022. szeptember 13. 20:30 | Schröder 8                               | Gólpassz  | J. Andetokumbo 8   | Mercedes-Benz Aréna, Berlin Nézőszám: 14 073 Játékvezetők: Ademir Zurapović (BIH), Saverio Lanzarini (ITA), Boris Krejić (SLO) |

| 2022. szeptember 14. 17:15 | Franciaország                                  | 93–85 (h. u.) | Olaszország           | Mercedes-Benz Aréna, Berlin Nézőszám: 6324 Játékvezetők: Ademir Zurapović (BIH), Mārtiņš Kozlovskis (LAT), Aleksandar Glišić (SRB) |
| 2022. szeptember 14. 17:15 | (27–20, 11–11, 18–31, 21–15, 16–8) Jegyzőkönyv |               |                       | Mercedes-Benz Aréna, Berlin Nézőszám: 6324 Játékvezetők: Ademir Zurapović (BIH), Mārtiņš Kozlovskis (LAT), Aleksandar Glišić (SRB) |
| 2022. szeptember 14. 17:15 | Heurtel 20                                     | Pont          | Fontecchio, Spissu 21 | Mercedes-Benz Aréna, Berlin Nézőszám: 6324 Játékvezetők: Ademir Zurapović (BIH), Mārtiņš Kozlovskis (LAT), Aleksandar Glišić (SRB) |
| 2022. szeptember 14. 17:15 | Gobert 14                                      | Lepattanó     | Polonara 6            | Mercedes-Benz Aréna, Berlin Nézőszám: 6324 Játékvezetők: Ademir Zurapović (BIH), Mārtiņš Kozlovskis (LAT), Aleksandar Glišić (SRB) |
| 2022. szeptember 14. 17:15 | Heurtel 8                                      | Gólpassz      | Melli 7               | Mercedes-Benz Aréna, Berlin Nézőszám: 6324 Játékvezetők: Ademir Zurapović (BIH), Mārtiņš Kozlovskis (LAT), Aleksandar Glišić (SRB) |

| 2022. szeptember 14. 20:30 | Szlovénia                               | 87–90     | Lengyelország | Mercedes-Benz Aréna, Berlin Nézőszám: 7852 Játékvezetők: Antonio Conde (ESP), Martin Horozov (BUL), Kerem Baki (TUR) |
| 2022. szeptember 14. 20:30 | (26–29, 13–29, 24–6, 24–26) Jegyzőkönyv |           |               | Mercedes-Benz Aréna, Berlin Nézőszám: 7852 Játékvezetők: Antonio Conde (ESP), Martin Horozov (BUL), Kerem Baki (TUR) |
| 2022. szeptember 14. 20:30 | Čančar 21                               | Pont      | Ponitka 26    | Mercedes-Benz Aréna, Berlin Nézőszám: 7852 Játékvezetők: Antonio Conde (ESP), Martin Horozov (BUL), Kerem Baki (TUR) |
| 2022. szeptember 14. 20:30 | Dončić 11                               | Lepattanó | Ponitka 16    | Mercedes-Benz Aréna, Berlin Nézőszám: 7852 Játékvezetők: Antonio Conde (ESP), Martin Horozov (BUL), Kerem Baki (TUR) |
| 2022. szeptember 14. 20:30 | Dončić 7                                | Gólpassz  | Ponitka 10    | Mercedes-Benz Aréna, Berlin Nézőszám: 7852 Játékvezetők: Antonio Conde (ESP), Martin Horozov (BUL), Kerem Baki (TUR) |

### Elődöntők
| 2022. szeptember 16. 17:15 | Lengyelország                          | 54–95     | Franciaország | Mercedes-Benz Aréna, Berlin Nézőszám: 11 563 Játékvezetők: Saverio Lanzarini (ITA), Mārtiņš Kozlovskis (LAT), Lorenzo Baldini (ITA) |
| 2022. szeptember 16. 17:15 | (9–15, 9–19, 18–30, 18–31) Jegyzőkönyv |           |               | Mercedes-Benz Aréna, Berlin Nézőszám: 11 563 Játékvezetők: Saverio Lanzarini (ITA), Mārtiņš Kozlovskis (LAT), Lorenzo Baldini (ITA) |
| 2022. szeptember 16. 17:15 | Michalak, Slaughter 9                  | Pont      | Yabusele 22   | Mercedes-Benz Aréna, Berlin Nézőszám: 11 563 Játékvezetők: Saverio Lanzarini (ITA), Mārtiņš Kozlovskis (LAT), Lorenzo Baldini (ITA) |
| 2022. szeptember 16. 17:15 | Cel 4                                  | Lepattanó | Fall 10       | Mercedes-Benz Aréna, Berlin Nézőszám: 11 563 Játékvezetők: Saverio Lanzarini (ITA), Mārtiņš Kozlovskis (LAT), Lorenzo Baldini (ITA) |
| 2022. szeptember 16. 17:15 | Kolenda, Schenk 3                      | Gólpassz  | Heurtel 6     | Mercedes-Benz Aréna, Berlin Nézőszám: 11 563 Játékvezetők: Saverio Lanzarini (ITA), Mārtiņš Kozlovskis (LAT), Lorenzo Baldini (ITA) |

| 2022. szeptember 16. 20:30 | Németország                              | 91–96     | Spanyolország  | Mercedes-Benz Aréna, Berlin Nézőszám: 14 073 Játékvezetők: Ademir Zurapović (BIH), Boris Krejić (SLO), Kerem Baki (TUR) |
| 2022. szeptember 16. 20:30 | (24–27, 27–19, 20–19, 20–31) Jegyzőkönyv |           |                | Mercedes-Benz Aréna, Berlin Nézőszám: 14 073 Játékvezetők: Ademir Zurapović (BIH), Boris Krejić (SLO), Kerem Baki (TUR) |
| 2022. szeptember 16. 20:30 | Schröder 30                              | Pont      | Brown 29       | Mercedes-Benz Aréna, Berlin Nézőszám: 14 073 Játékvezetők: Ademir Zurapović (BIH), Boris Krejić (SLO), Kerem Baki (TUR) |
| 2022. szeptember 16. 20:30 | Obst 5                                   | Lepattanó | R. Fernández 6 | Mercedes-Benz Aréna, Berlin Nézőszám: 14 073 Játékvezetők: Ademir Zurapović (BIH), Boris Krejić (SLO), Kerem Baki (TUR) |
| 2022. szeptember 16. 20:30 | Schröder 8                               | Gólpassz  | Garuba 7       | Mercedes-Benz Aréna, Berlin Nézőszám: 14 073 Játékvezetők: Ademir Zurapović (BIH), Boris Krejić (SLO), Kerem Baki (TUR) |

### Bronzmérkőzés
| 2022. szeptember 18. 17:15 | Németország                             | 82–69     | Lengyelország | Mercedes-Benz Aréna, Berlin Nézőszám: 12 913 Játékvezetők: Antonio Conde (ESP), Yohan Rosso (FRA), Kerem Baki (TUR) |
| 2022. szeptember 18. 17:15 | (19–14, 17–9, 18–26, 28–20) Jegyzőkönyv |           |               | Mercedes-Benz Aréna, Berlin Nézőszám: 12 913 Játékvezetők: Antonio Conde (ESP), Yohan Rosso (FRA), Kerem Baki (TUR) |
| 2022. szeptember 18. 17:15 | Schröder 26                             | Pont      | Sokołowski 18 | Mercedes-Benz Aréna, Berlin Nézőszám: 12 913 Játékvezetők: Antonio Conde (ESP), Yohan Rosso (FRA), Kerem Baki (TUR) |
| 2022. szeptember 18. 17:15 | Voigtmann 9                             | Lepattanó | Sokołowski 6  | Mercedes-Benz Aréna, Berlin Nézőszám: 12 913 Játékvezetők: Antonio Conde (ESP), Yohan Rosso (FRA), Kerem Baki (TUR) |
| 2022. szeptember 18. 17:15 | Voigtmann 6                             | Gólpassz  | Slaughter 10  | Mercedes-Benz Aréna, Berlin Nézőszám: 12 913 Játékvezetők: Antonio Conde (ESP), Yohan Rosso (FRA), Kerem Baki (TUR) |

### Döntő
| 2022. szeptember 18. 20:30 | Spanyolország                            | 88–76     | Franciaország | Mercedes-Benz Aréna, Berlin Nézőszám: 13 042 Játékvezetők: Ademir Zurapović (BIH), Boris Krejić (SLO), Mārtiņš Kozlovskis (LAT) |
| 2022. szeptember 18. 20:30 | (23–14, 24–23, 19–20, 22–19) Jegyzőkönyv |           |               | Mercedes-Benz Aréna, Berlin Nézőszám: 13 042 Játékvezetők: Ademir Zurapović (BIH), Boris Krejić (SLO), Mārtiņš Kozlovskis (LAT) |
| 2022. szeptember 18. 20:30 | J. Hernangómez 27                        | Pont      | Fournier 23   | Mercedes-Benz Aréna, Berlin Nézőszám: 13 042 Játékvezetők: Ademir Zurapović (BIH), Boris Krejić (SLO), Mārtiņš Kozlovskis (LAT) |
| 2022. szeptember 18. 20:30 | W. Hernangómez 8                         | Lepattanó | Tarpey 9      | Mercedes-Benz Aréna, Berlin Nézőszám: 13 042 Játékvezetők: Ademir Zurapović (BIH), Boris Krejić (SLO), Mārtiņš Kozlovskis (LAT) |
| 2022. szeptember 18. 20:30 | Brown 11                                 | Gólpassz  | Heurtel 7     | Mercedes-Benz Aréna, Berlin Nézőszám: 13 042 Játékvezetők: Ademir Zurapović (BIH), Boris Krejić (SLO), Mārtiņš Kozlovskis (LAT) |

| A 2022-es férfi kosárlabda-Európa-bajnokság győztese |
| ---------------------------------------------------- |
| · Spanyolország · 4. cím                             |

## Végeredmény
| Arany | Spanyolország       |  |  |  |  |  |  |  |  |
| Ezüst | Franciaország       |  |  |  |  |  |  |  |  |
| Bronz | Németország         |  |  |  |  |  |  |  |  |
| 4.    | Lengyelország       |  |  |  |  |  |  |  |  |
|       |                     |  |  |  |  |  |  |  |  |
| 5.    | Görögország         |  |  |  |  |  |  |  |  |
| 6.    | Szlovénia           |  |  |  |  |  |  |  |  |
| 7.    | Olaszország         |  |  |  |  |  |  |  |  |
| 8.    | Finnország          |  |  |  |  |  |  |  |  |
|       |                     |  |  |  |  |  |  |  |  |
| 9.    | Szerbia             |  |  |  |  |  |  |  |  |
| 10.   | Törökország         |  |  |  |  |  |  |  |  |
| 11.   | Horvátország        |  |  |  |  |  |  |  |  |
| 12.   | Ukrajna             |  |  |  |  |  |  |  |  |
| 13.   | Montenegró          |  |  |  |  |  |  |  |  |
| 14.   | Belgium             |  |  |  |  |  |  |  |  |
| 15.   | Litvánia            |  |  |  |  |  |  |  |  |
| 16.   | Csehország          |  |  |  |  |  |  |  |  |
|       |                     |  |  |  |  |  |  |  |  |
| 17.   | Izrael              |  |  |  |  |  |  |  |  |
| 18.   | Bosznia-Hercegovina |  |  |  |  |  |  |  |  |
| 19.   | Észtország          |  |  |  |  |  |  |  |  |
| 20.   | Bulgária            |  |  |  |  |  |  |  |  |
| 21.   | Grúzia              |  |  |  |  |  |  |  |  |
| 22.   | Hollandia           |  |  |  |  |  |  |  |  |
| 23.   | Magyarország        |  |  |  |  |  |  |  |  |
| 24.   | Nagy-Britannia      |  |  |  |  |  |  |  |  |